# Renaissance lombarde
Pour un article plus général, voir Renaissance italienne.

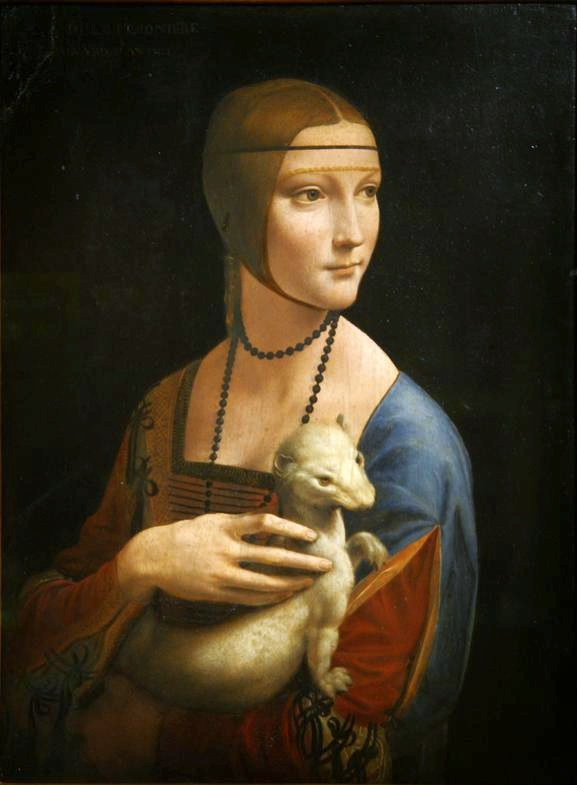
Léonard de Vinci, La Dame à l'hermine (1488-1490).

La Renaissance lombarde concerne Milan et les territoires qui y sont soumis. La transition de la période gothique internationale lombarde vers le nouveau monde humaniste se produit avec la passation du pouvoir des Visconti aux Sforza au milieu du XVe siècle. Dans la seconde moitié du siècle, l'histoire artistique lombarde se développe sans heurts avec des influences tour à tour florentines, ferraraises et padouanes, sans oublier les références à la culture antérieure. Avec l'arrivée de Bramante en 1479 et de Léonard de Vinci en 1482, Milan atteint des sommets artistiques dans le panorama italien et européen, démontrant la possibilité d'une cohabitation entre des avant-gardes artistiques et le substrat gothique.

## Les Visconti

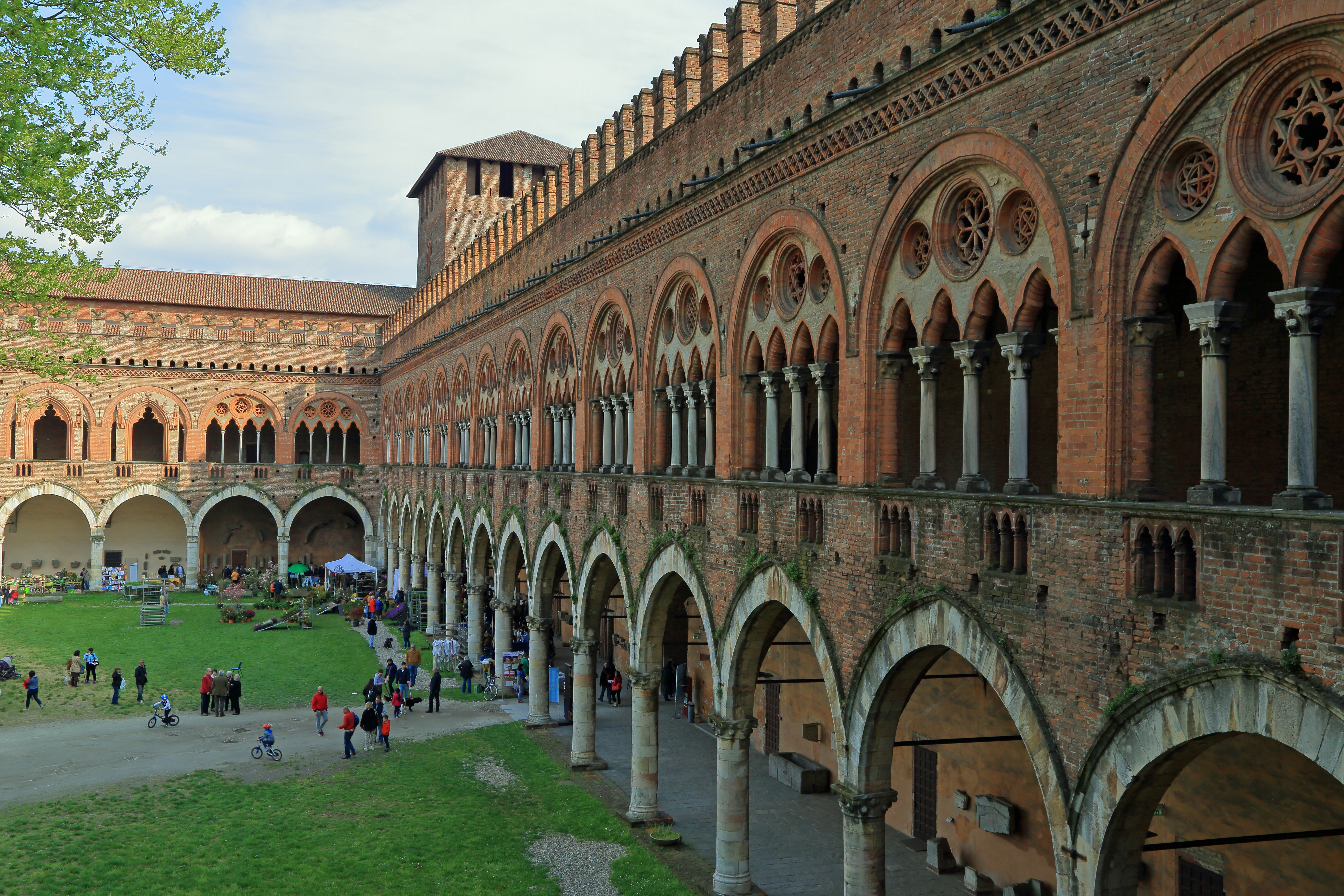
La cour du château Visconti de Pavie (1360-1365)

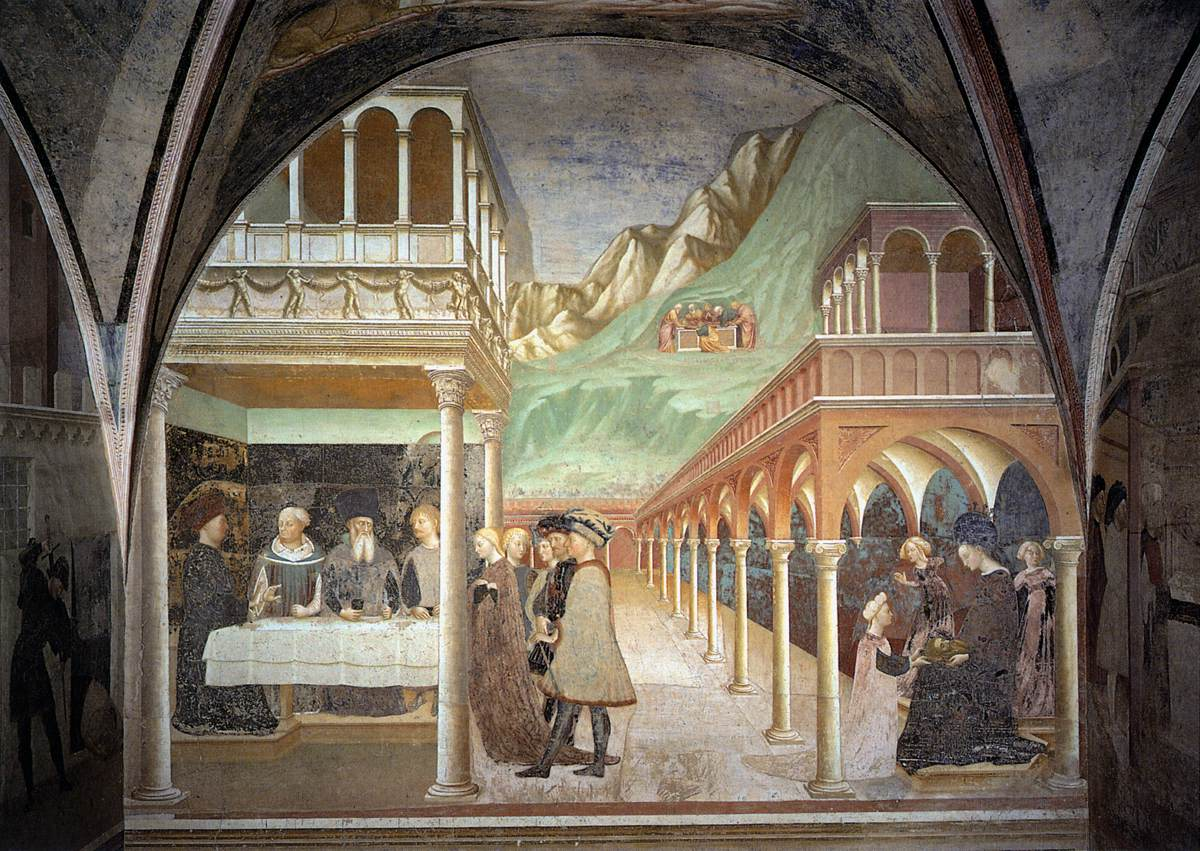
Masolino, Le Festin d'Hérode, Castiglione Olona.

Dans la première moitié du XVe siècle, Milan et la Lombardie constituent la région italienne où le style gothique international connaît le plus grand succès, à tel point qu'en Europe, l'expression « ouvrage de Lombardie » est synonyme d'un objet de fabrication précieuse, en référence principalement aux miniatures et orfèvreries qui sont la manifestation d'un goût exquis, courtois, élitiste et raffiné. Après le mariage de Galéas II Visconti avec la sœur d'Amédée VI de Savoie, la culture chevaleresque française et anglaise gagne la Lombardie. Le mariage de leurs enfants avec des membres des familles royales anglaise et française laisse sa marque sur l'idéologie et la culture de la cour. Le grand château, qu'il fait construire à Pavie, est meublé dans le style d'un château français alors qu'il s'agit d'un édifice fortifié imposant. Gian Galeazzo, qui lui succède, fait construire la grande chartreuse qui doit contenir son mausolée. L'esprit de cour y gagne jusqu'au cellules des moines transformées en petites maisons de « courtisans » avec loggias.
Les contacts avec l'avant-garde artistique toscane et flamande sont assez fréquents, grâce à un réseau particulièrement bien organisé de relations commerciales et dynastiques. Des ouvriers français, bourguignons, allemands et italiens travaillent sur le chantier de construction de la cathédrale de Milan commencé en 1386, où ils développent un style international, notamment dans la fabrique de sculptures, élément indispensable de la réalisation de l'impressionnant ensemble décoratif de la cathédrale.
Déjà vers 1435, Masolino da Panicale travaille à Castiglione Olona, près de Varèse, révélant certaines innovations dans l'utilisation de la perspective, cependant atténuées par une prise en compte de la culture figurative locale qui rend le nouveau message difficilement compréhensible.

## Francesco Sforza (1450-1466)

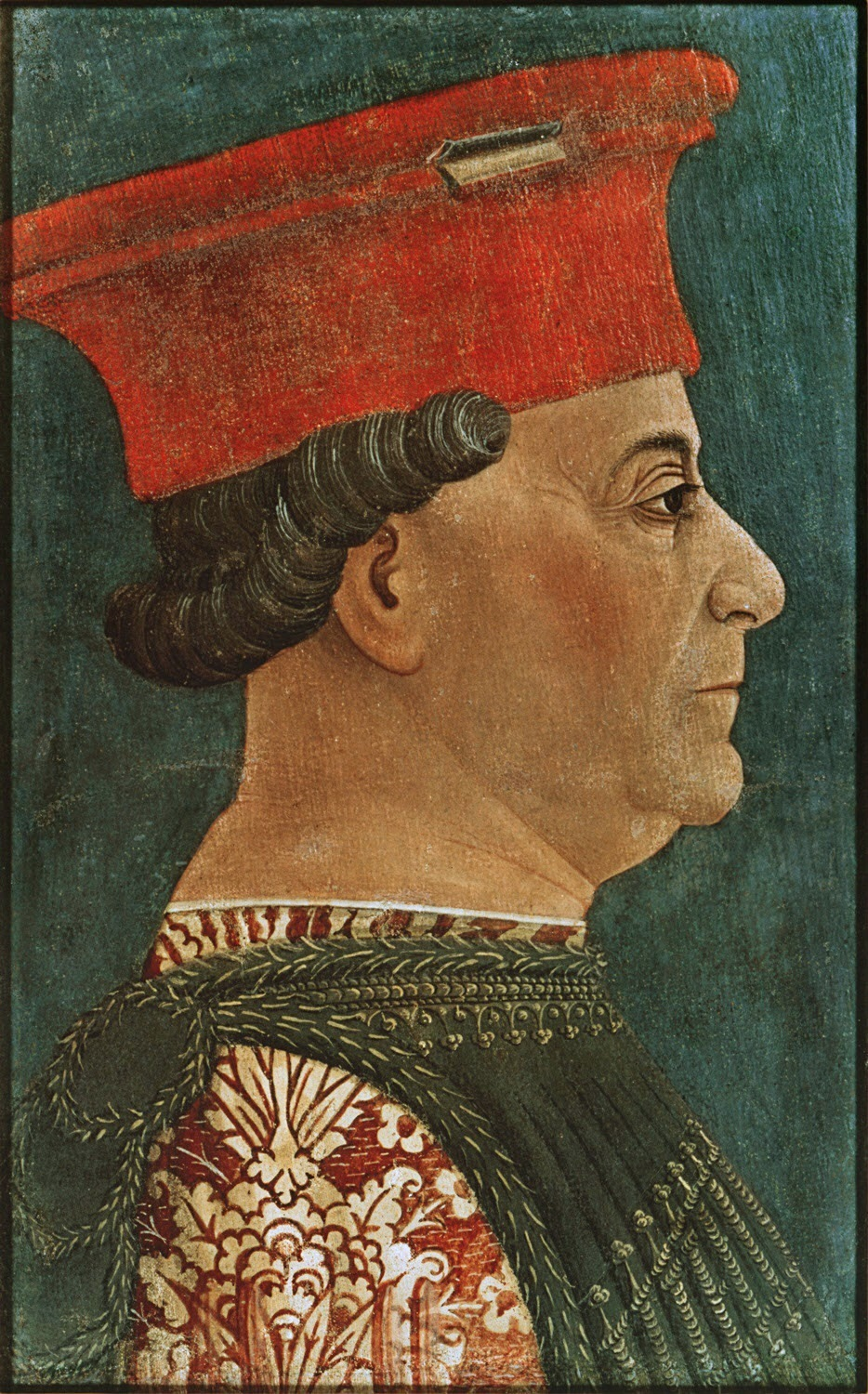
Bonifacio Bembo, Portrait de Francesco Sforza, Pinacothèque de Brera, Milan.

Après la tentative utopique de relancer les institutions municipales à la mort de Filippo Maria Visconti avec la République Ambrosienne (1447-1450), la transmission du pouvoir aux Sforza, avec Francesco, époux de Bianca Maria Visconti, ressemble presque à une succession légitime, sans rupture nette avec le passé.
Dans le domaine artistique aussi, Francesco, et en grande partie de ses descendants, partage le goût des Visconti pour le faste : de nombreux « artistes Visconti » font l'objet de commandes, comme Bonifacio Bembo. Malgré cela, l'alliance avec Florence et les contacts répétés avec Padoue et Ferrare favorisent une pénétration de l'esprit de la Renaissance, notamment par l'échange d'enlumineurs.

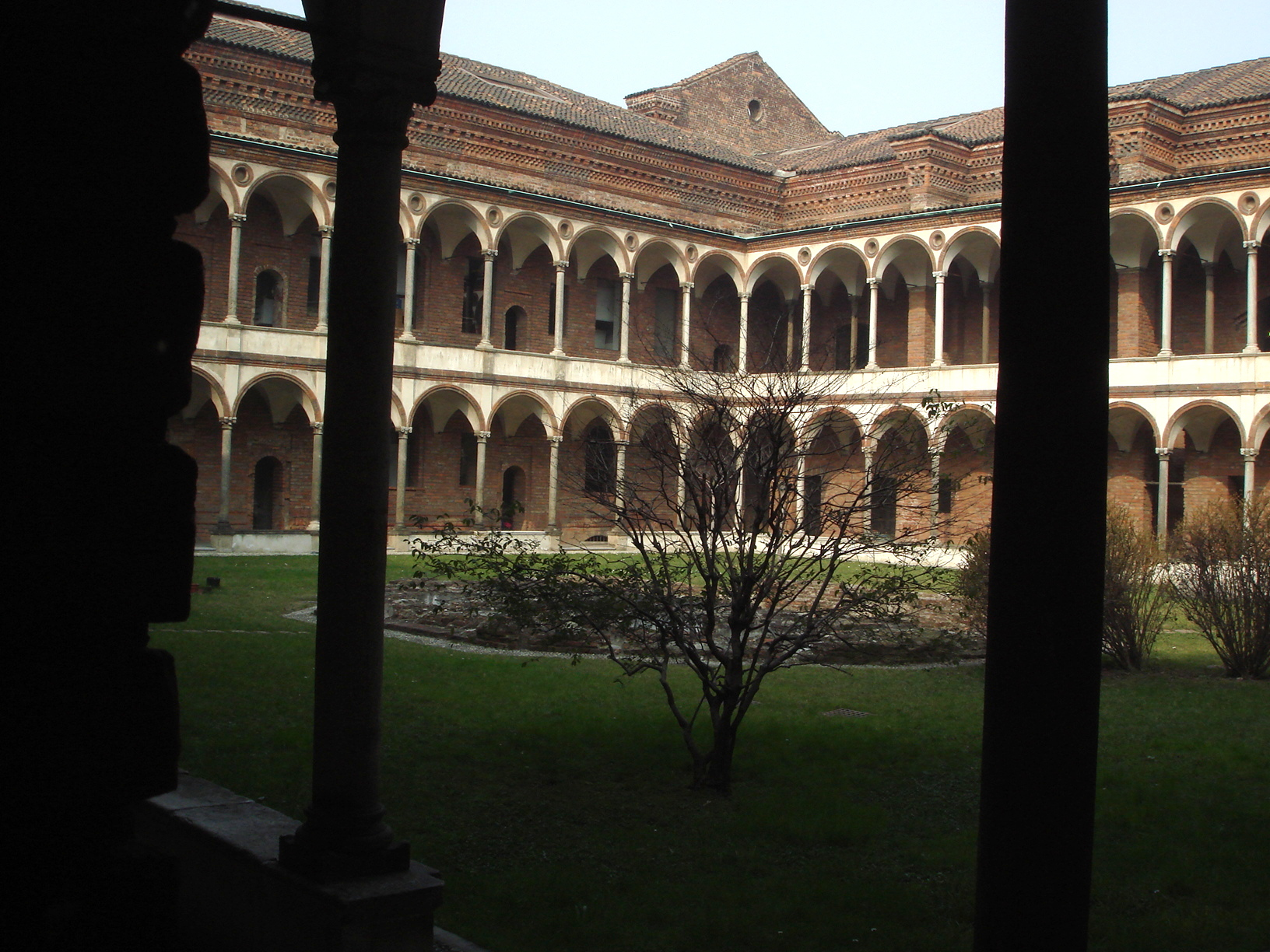
Le cloître des thermes de l'ancien Ospedale Maggiore, Milan.

### Architecture
Pour consolider son pouvoir, refermer la parenthèse républicaine et restaurer une autorité bafouée, Francesco reconstruit immédiatement le château de la Porta Giovia, la résidence milanaise des Visconti, détruit par les insurgés de 1448. Il est prince devant son peuple et devant Dieu, et parce qu'il est prince, sa demeure doit parler le langage impressionnant du pouvoir de contrainte. La citadelle doit imposer par sa seule présence aux marges de la ville.
En architecture, son engagement le plus significatif reste celui de la cathédrale alors que les édifices des Solari se tournent encore vers la tradition gothique ou même vers le roman lombard. Afin de gagner ses sujets à sa cause, il commande par ailleurs des ouvrages conçus pour révéler tout l'intérêt qu'il porte à leur bien-être spirituel, social et économique.
Pour marquer sa légitimité et sa piété, il fait construire un nouveau cloître dans la chartreuse de Pavie et confirme les privilèges historiques des moines. La chartreuse est significative d'une collaboration triomphale et continue entre le duc et l'Église.

#### Le Filarète
Le Florentin Filarète, qui séjourne à Milan à partir de 1451, est le premier artiste significatif de la Renaissance à y demeurer. Recommandé par Pierre Ier de Médicis, il se voit confier d'importantes commandes grâce à son style composite qui conquiert la cour des Sforza. Il est un partisan des lignes simples, mais il ne déteste pas une certaine richesse décorative, n'appliquant pas avec rigueur la « grammaire des ordres » de Brunelleschi. Il est chargé de la construction de la tour du château, de la cathédrale de Bergame et de l'Ospedale Maggiore.
Soutenu par Cicco Simonetta, le chancelier ducal, et les humanistes présents à la cour, Le Filarète incite Francesco Sforza à abandonner le style gothique « moderne » au profit du langage antique prôné par les maîtres florentins. Il se heurte à l'opposition des artisans locaux et ne parvient pas à imposer la démilitarisation symbolique du Castello : les tailleurs de pierre rejettent les guirlandes all'antica en marbre qui doivent orner la façade du château des Sforza reconstruit car elles sont coûteuses, longues à exécuter et qu'elles ne résistent pas aux intempéries. Dans les années 1490, les artistes lombards ont néanmoins accumulé un véritable répertoire de formes et de motifs classicisants, empruntés pour l'essentiel aux médailles et plaquettes all'antica que l'élite régnante affectionne. Les projets et les moules décoratifs de ce type servent de monnaie artistique, circulant librement entre les grands ateliers d'Italie du Nord,.
Le projet de l'Ospedale Maggiore de Milan est lié à la volonté du nouveau prince de promouvoir sa propre image ; le projet primitif est basé sur une division fonctionnelle des espaces et un plan régulier. Le bâtiment ne peut toutefois pas s'intégrer dans le tissu urbain qui l'entoure en raison de son surdimensionnement. Le plan de l'hôpital est rectangulaire, une cour centrale le divise en deux zones traversées chacune par deux bras orthogonaux qui dessinent huit vastes cours. La succession d'arcs dans les cours présente une certaine pureté rythmique (suivant en cela les règles de Brunelleschi), qui est contrebalancée cependant par l'exubérance des décorations en terre cuite, en grande partie dues aux héritages lombards et typiques de l'art milanais. Le même plan sera ensuite repris, toujours dans les mêmes années, par des bâtiments similaires en Lombardie, comme l'hôpital San Matteo à Pavie (maintenant partie de l'Université). La pureté rythmique de la succession d'arcs en plein cintre des cours, dérivée de la leçon de Brunelleschi, est contrebalancée par une exubérance des décors en terre cuite (bien qu'en grande partie ils devaient provenir des successeurs lombards).

#### La chapelle Portinari

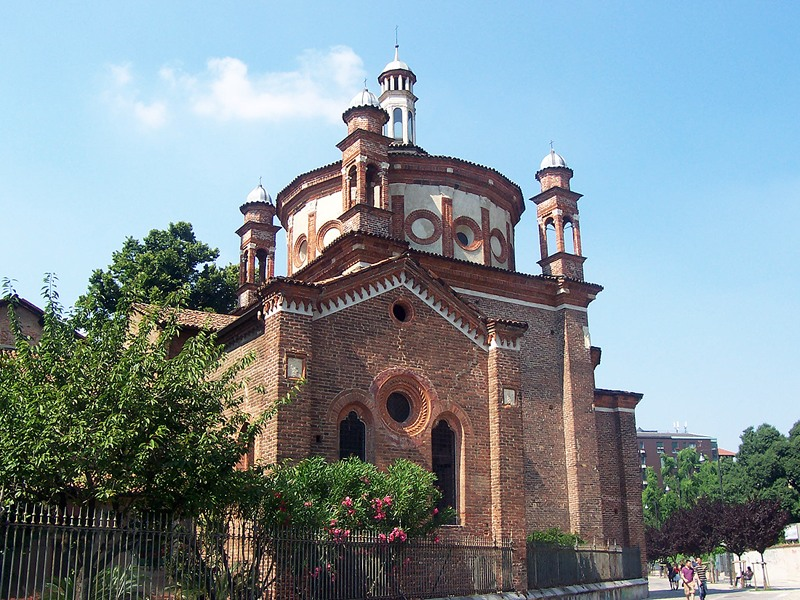
Extérieur de la chapelle Portinari.

L'apparition dans la ville d'édifices Renaissance plus élaborés fait suite aux commandes de Pigello Portinari, banquier œuvrant pour le compte des Médicis dans leur succursale de Milan. En plus de la construction d'un siège de la Banque Médicis aujourd'hui perdu, Pigello fait construire une chapelle funéraire familiale à Sant'Eustorgio qui porte son nom, la chapelle Portinari, et où se trouve la relique de la tête de saint Pierre Martyr.
L'édifice est inspiré de la Sagrestia Vecchia de Brunelleschi à San Lorenzo à Florence, avec une pièce carrée comportant une abside qui est couverte par une coupole à seize ogives. Certains détails de la décoration sont également inspirés du modèle florentin, comme la frise des angelots ou les tondi des panaches de la coupole, mais d'autres s'en écartent, affichant une origine lombarde, comme la lanterne qui protège le dôme, le décor en terre cuite, la présence de fenêtres à meneaux pointus ou la décoration exubérante. L'intérieur en particulier s'écarte du modèle florentin par la richesse des décorations, telles que l'imbrication de la coupole aux couleurs dégradées, la frise avec des anges sur son tambour et les nombreuses fresques de Vincenzo Foppa dans la partie supérieure des murs.

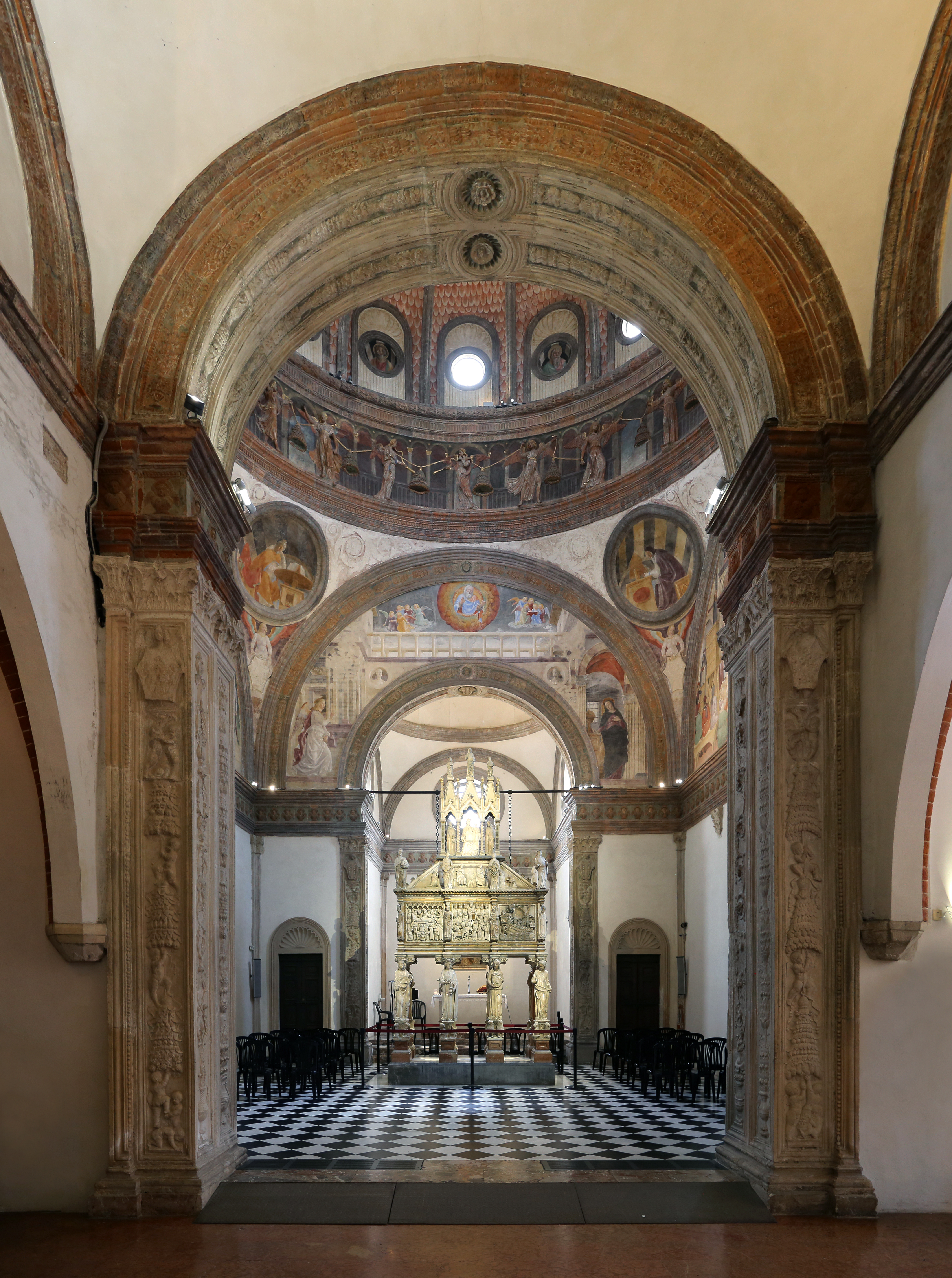
Chapelle Portinari, intérieur.
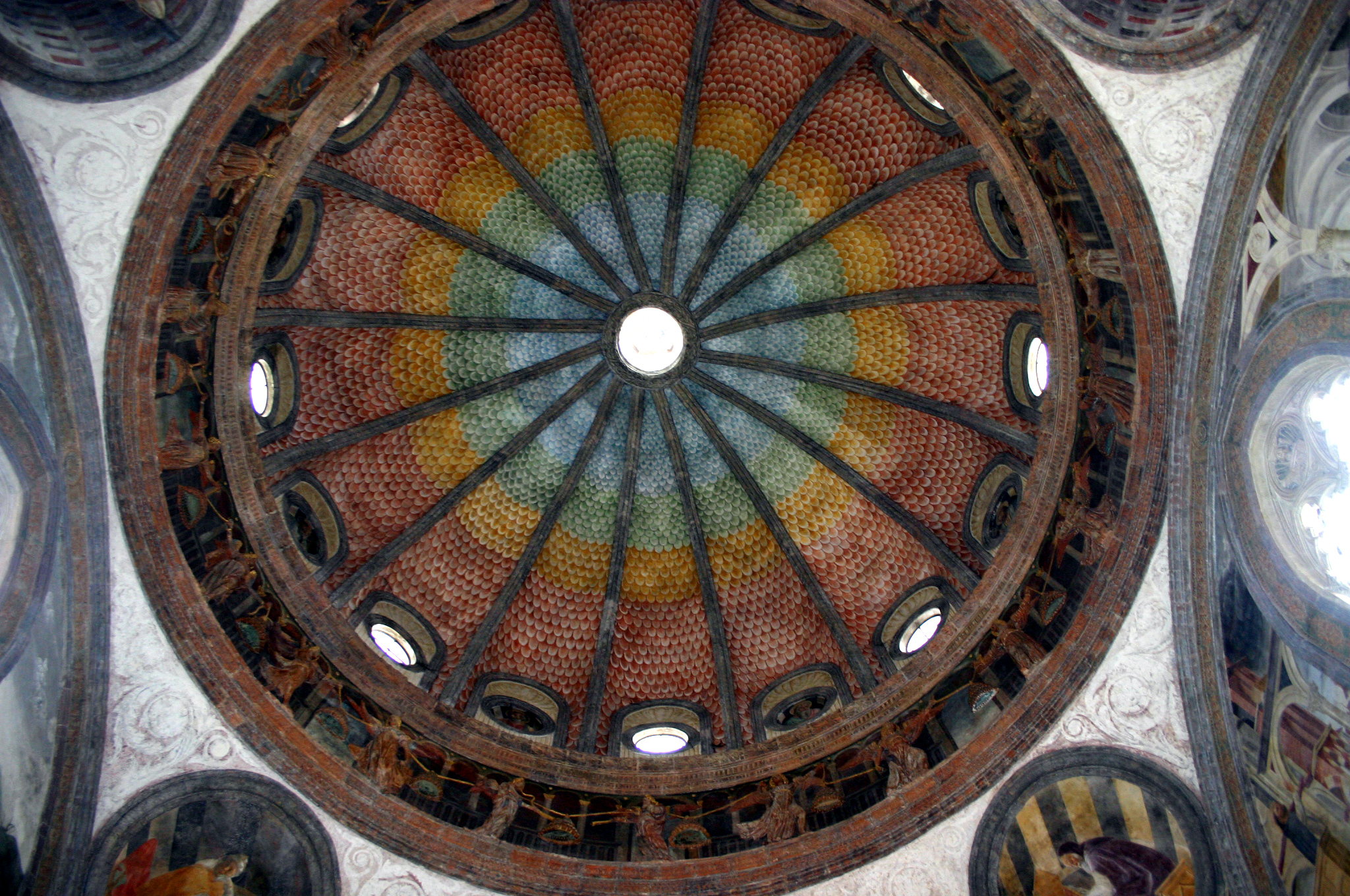
Chapelle Portinari, le dôme.

### Urbanisme

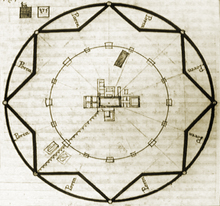
Carte Sforzinda.

Les recherches en urbanisme sous Francesco Sforza ne se sont pas traduites par des réalisations importantes, mais ont néanmoins produit un projet singulier de ville idéale, « Sforzinda », la première ville idéale à être théorisée. La ville est décrite par Le Filarète dans son Traité d'architecture et se caractérise par un concept intellectuel qui fait abstraction des idées qui l'ont précédée et qui sont décrites par Leon Battista Alberti et d'autres architectes, en particulier dans le cadre de la Renaissance à Urbino. Elle présente un cadre plus pratique et empirique avec un plan stellaire qui intègre des symboles cosmiques. Elle comprend des bâtiments agrégés sans organisation ni logique, à tel point qu'ils ne sont même pas reliés par un réseau routier.

### Peinture

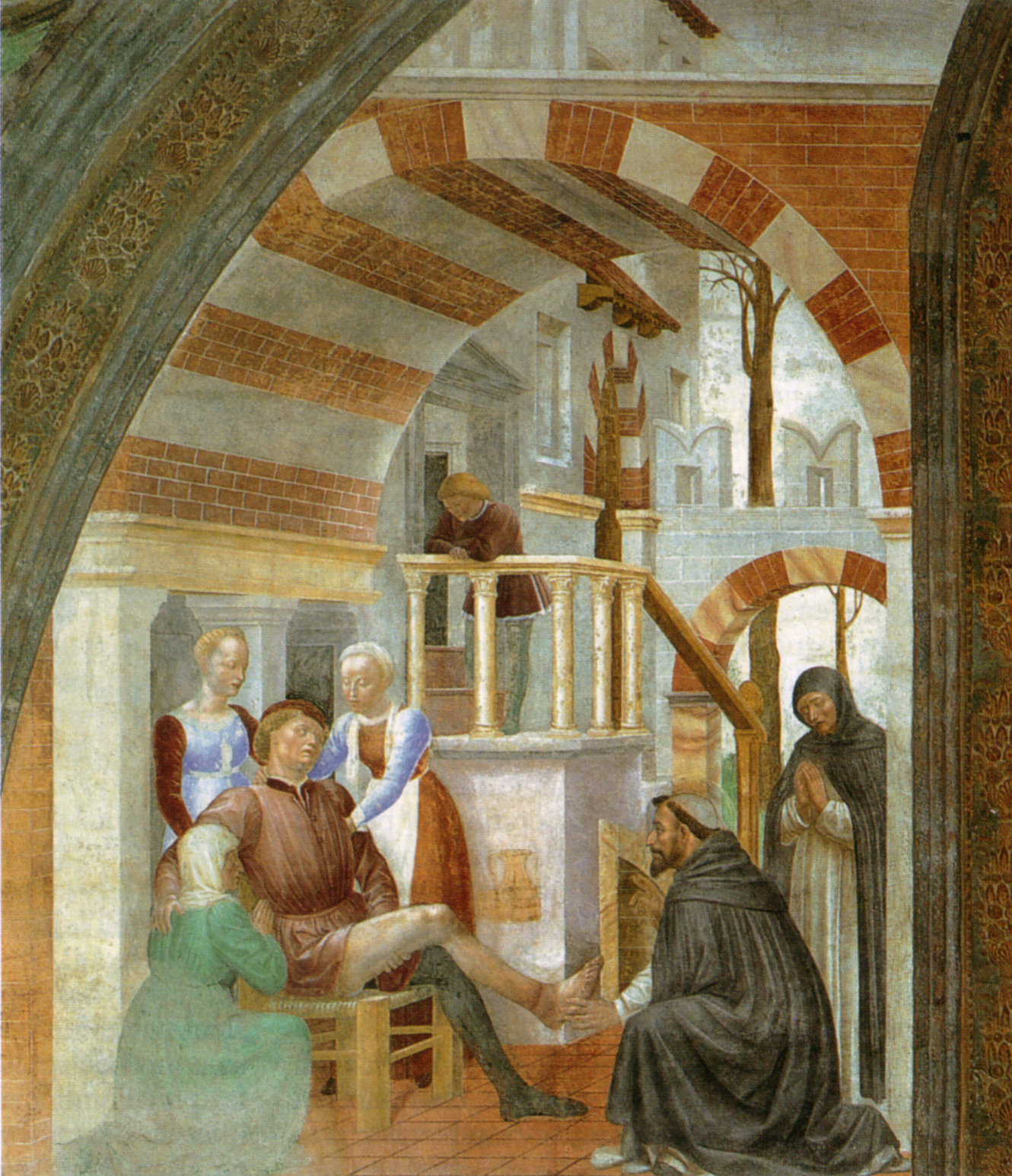
Vincenzo Foppa, Miracle de Narni, Chapelle Portinari.

L'une des entreprises picturales les plus importantes de la seigneurie de Francesco Sforza est la chapelle Portinari qui est décorée de fresques dans les parties supérieures de ses murs par Vincenzo Foppa datant entre 1464 et 1468. La décoration comprend quatre tondi avec des docteurs de l'Église dans les pendentifs, huit bustes de saints dans les oculi à la base du dôme, quatre histoires de saint Pierre martyr sur les parois latérales et deux grandes fresques dans les arcs figurant une Annonciation et une Assomption de la Vierge.
Le peintre a porté une attention particulière à l'architecture de l'édifice, cherchant à donner l'illusion d'une intégration entre l'espace réel et l'espace peint. Les quatre scènes des histoires du saint ont un point de fuite commun placé à l'extérieur, au centre du mur, sur la colonne de la fenêtre centrale à meneaux, au niveau des yeux des personnages, suivant ainsi les préceptes de Leon Battista Alberti. Cependant, ces scènes diffèrent de la perspective géométrique classique par une atmosphère d'une sensibilité originale où les contours et la rigidité géométrique sont adoucis : c'est en fait la lumière qui rend la scène humainement réelle. De plus, le goût du récit simple, mais efficace et compréhensible, qui se déroule dans des lieux réalistes avec des personnages rappelant le quotidien, prévaut, conformément aux préférences dominicaines pour la narration didactique.
Foppa est le fondateur de l'école milanaise où il joue un rôle central jusqu'à l'arrivée de Léonard de Vinci. Le cycle de la chapelle Portinari constitue une étape essentielle dans la formation du style milanais. L'impact et la rigueur des architectures peintes marquent l'impact des préoccupations « mathématiques » contemporaines.

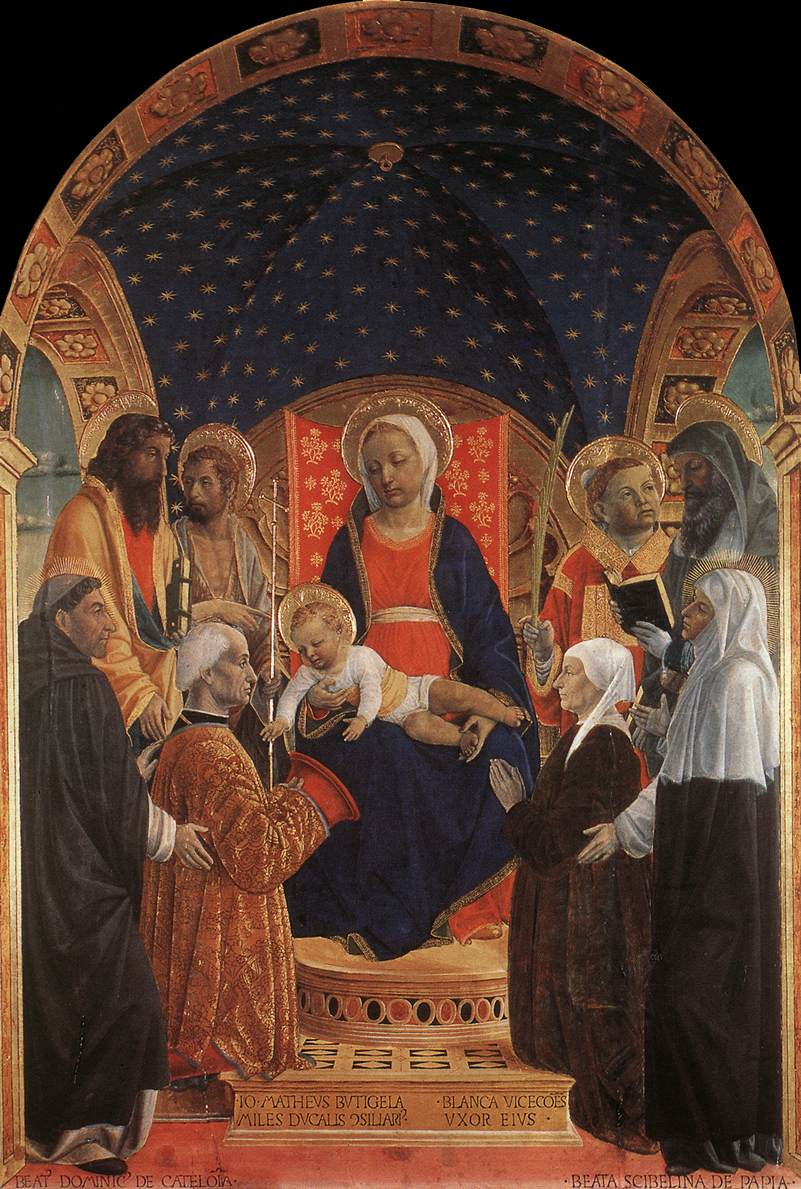
Vincenzo Foppa, Retable Bottigella, Pavie, Musées civiques de Pavie.

Dans des travaux ultérieurs, Foppa a plus ou moins utilisé la perspective, et toujours de façon secondaire par rapport à d'autres éléments comme dans le retable Bottigella (1480-1484) conservé  dans les Musées civiques de Pavie, qui a une disposition spatiale inspirée par Bramante, mais est saturée de personnages. Le peintre y met l 'accent sur la représentation humaine et sur la réfraction de la lumière sur divers matériaux. Cette attention à la vérité optique, dénuée d'intellectualisme, est l'une des caractéristiques typique de la peinture lombarde tardive, qui est également utilisée par Léonard de Vinci.

## Galeazzo Maria Sforza (1466-1476)

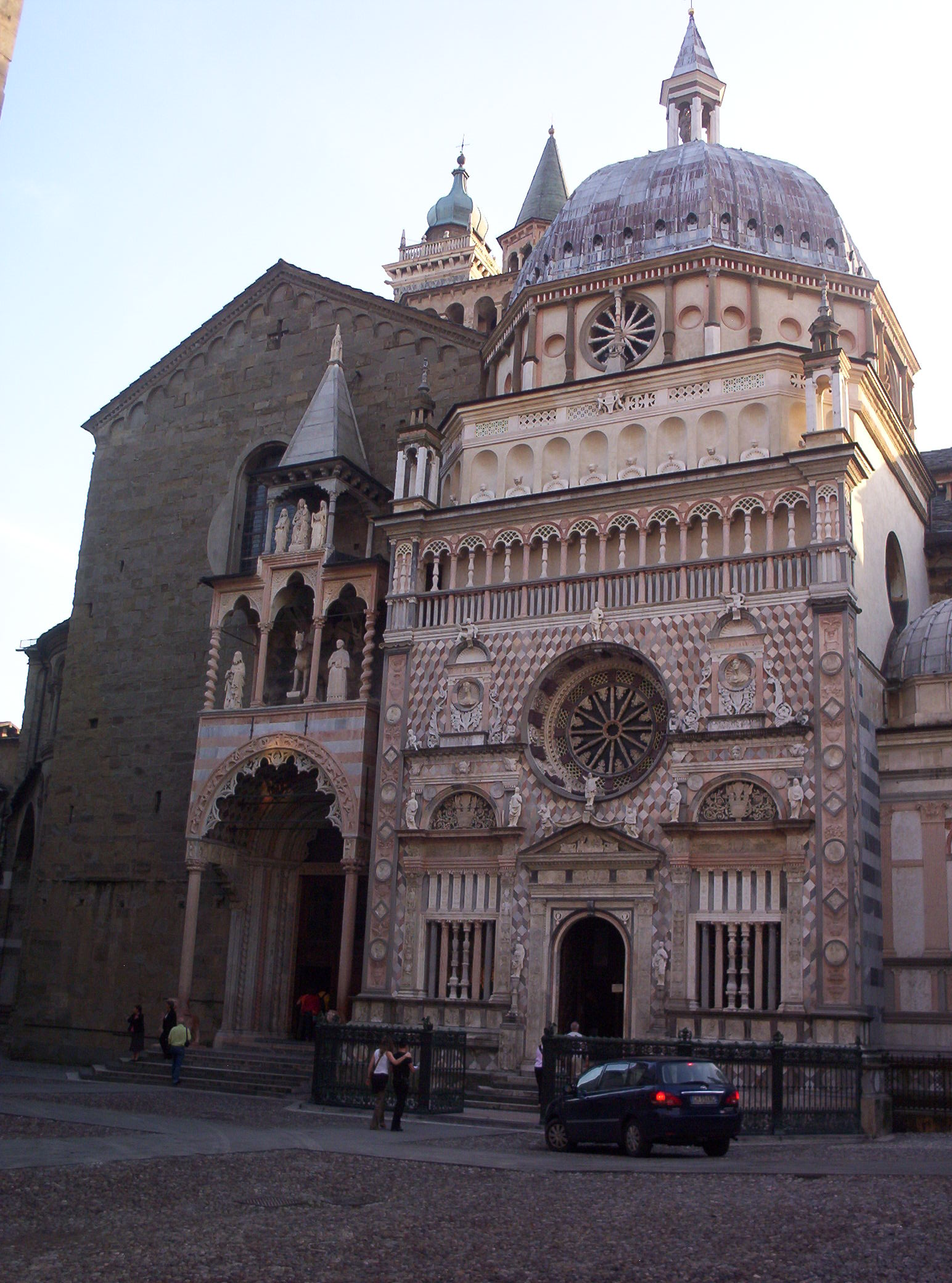
Chapelle Colleoni, Bergame.

Galeazzo Maria Sforza est sans aucun doute attiré par la somptuosité du gothique et ses commandes semblent animées par une envie de faire beaucoup et de le faire rapidement. Il ne parait pas intéressé par la stimulation d'une production figurative originale et moderne et trouve plus facile de s'inspirer du passé. Pour satisfaire les nombreuses demandes de la cour, des groupes d'artistes importants et hétérogènes se constituèrent, comme ceux qui ont décoré la chapelle ducale du Château des Sforza, dirigés par Bonifacio Bembo. Dans les fresques, datables de 1473, malgré quelques sobres références aux nouveautés figuratives (comme dans la spatialité de l' Annonciation ou dans le décor plastique des saints), il subsiste un fond archaïque en pastille dorée. Les artistes qui ont travaillé pour Galeazzo Maria Sforza n'ont jamais été des « interlocuteurs » pour leur client, mais des exécuteurs dociles de ses volontés.
Le château de Pavie devient la résidence préférée du duc et de sa cour. Galeazzo Maria y fait d'importants travaux de réfection, avec des fresques et une salle des glaces, grande salle d'apparat située à côté du trésor ducal. Son sol en mosaïque est complété par un plafond en vitrail peint de figures dorées, d'animaux et de verdure. Le duc est conscient du pouvoir sensuel et séducteur de cette « magnificence » sur les hommes et femmes de sa cour, ainsi que de son puissant attrait pour les princes et les ambassadeurs de passage.

### Architecture
Les œuvres les plus importantes de la période ont conduit à couvrir l'architecture Renaissance de décoration exubérante, comme cela s'était déjà produit pour l'Ospedale Maggiore, avec un crescendo qui connait un premier apogée avec la chapelle Colleoni à Bergame (1470-1476) et un second avec la façade de la Chartreuse de Pavie (à partir de 1491), toutes deux de Giovanni Antonio Amadeo.

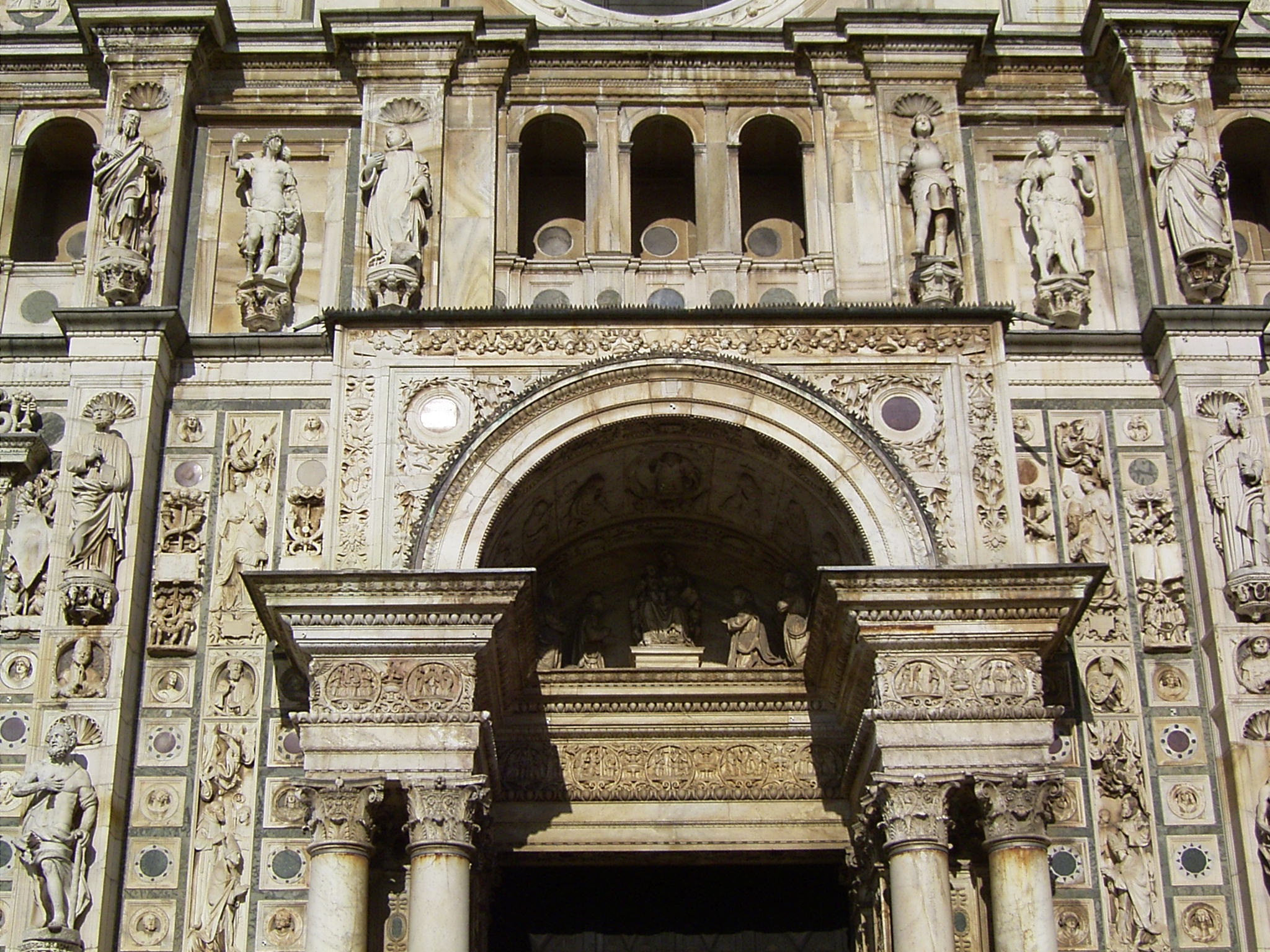
Chartreuse de Pavie, détail de la façade

La chapelle Colleoni a été construite comme un mausolée pour le capitaine Bartolomeo Colleoni, avec une disposition qui reprend celle de la Sagrestia Vecchia de Brunelleschi à Florence. La salle est carrée, surmontée d'une coupole à segments avec un tambour octogonal et une petite salle abritant l'autel, également recouverte d'une petite coupole. La façade est enrichie de motifs picturaux, avec l'utilisation d'une trichromie blanc / rose / violet et le motif des losanges. 
La Chartreuse de Pavie, commencée en 1396 par Jean Galéas Visconti, ne fut terminée qu'au milieu du XVe siècle, suivant d'une certaine manière le sort de la famille ducale milanaise, avec de longues périodes de pause et de brusques accélérations qui intègrent les suggestions artistiques les plus modernes. Guiniforte et Giovanni Solari en sont les principaux maîtres d'œuvre. Ils ont conservé le projet d'origine (plan en croix latine à trois nefs et simples murs de briques), n'enrichissant que la partie absidale, avec une fermeture en forme de trèfle qui se répète également dans les bras des transepts. Les deux cloîtres aux arcs ronds, décorés de cercles exubérants en terre cuite, font référence à l'Ospedale Maggiore, tandis que l'intérieur rappelle ostensiblement le Dôme de Milan.

### Sculpture

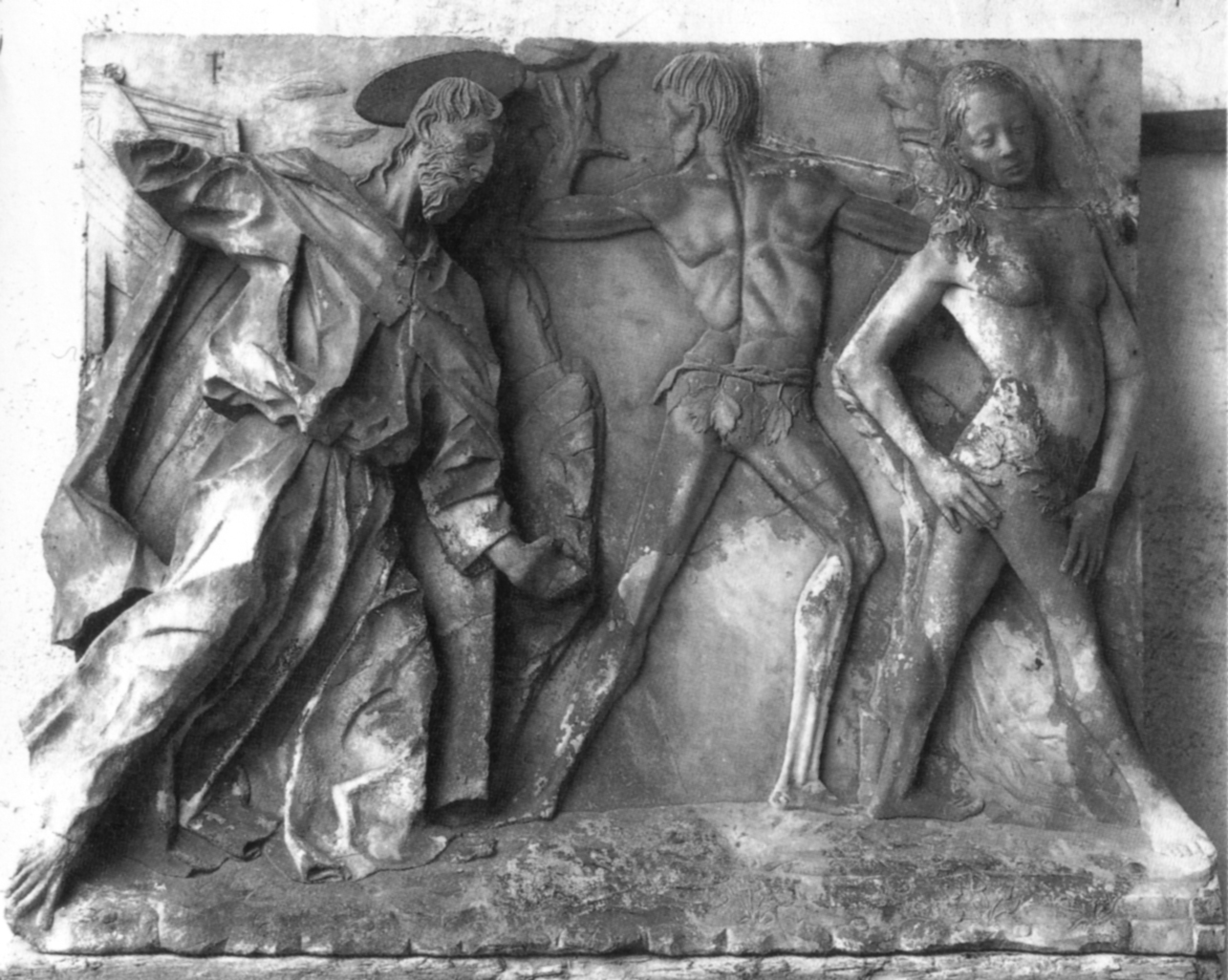
Cristoforo Mantegazza, Expulsion des progéniteurs.

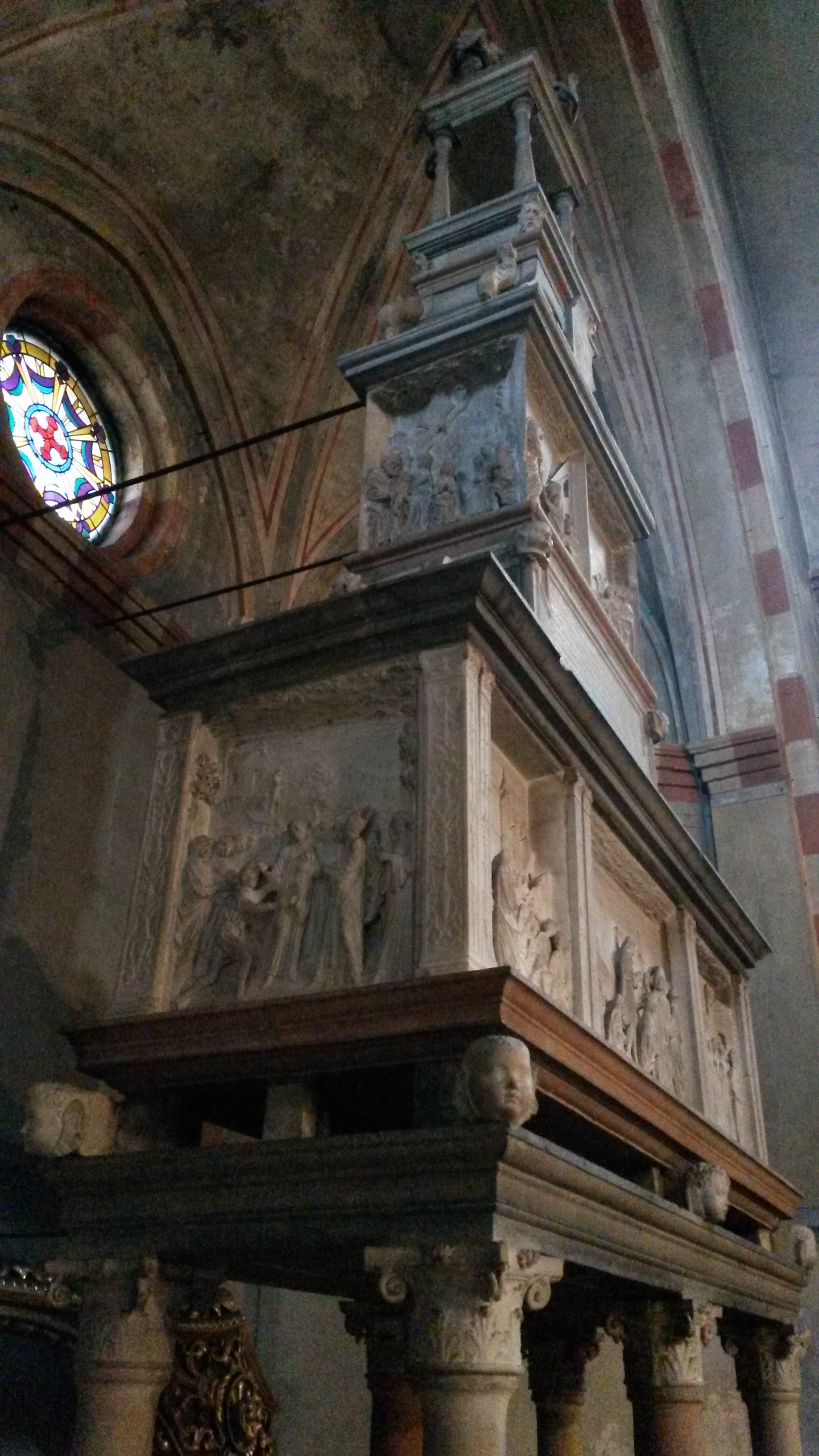
Giovanni Antonio Amadeo, arche de San Lanfranco Beccari, Pavie, Église San Lanfranco (1489).

Au niveau sculptural, la Chartreuse de Pavie demeure le chantier le plus important de l'époque. Les nombreux sculpteurs impliqués dans la décoration de la façade, qui ne sont pas tous identifiés, sont influencés par les artistes de Ferrare et par Bramante. Par exemple, dans le relief de l'Expulsion des progéniteurs (1475|vers 1475) attribué à Cristoforo Mantegazza, les angles aigus, les figures contre nature et déséquilibrées, ainsi que le clair-obscur violent, engendrent une œuvre d'une grande expressivité et originalité. Dans la Résurrection de Lazare de Giovanni Antonio Amadeo (vers 1474), le décor met l'accent sur la profondeur de l'architecture en perspective, avec des figures plus composites, mais dont les contours sont assez abrupts.
L'atelier de Giovanni Solari et de ses fils et gendres réunit les plus importants architectes et sculpteurs du règne des Sforza, monopolisant le travail sur tous les grands projets de construction. Les relations familiales sont particulièrement importantes dans le milieu artistique de Milan, de nombreux artistes locaux ne devant leur position à la cour qu'au fait que leurs parents ou des membres de leur famille y aient travaillé avant eux. Solari sous-traite certaines tâches, transfère la pierre d'un édifice à l'autre, notamment de la cathédrale à la chartreuse de Pavie, produit des moulures et des sculptures en terre cuite. Il investit ses importants revenus dans le commerce de la laine. Guiniforte hérite de son père la charge d'architecte de la cathédrale et de la grande chartreuse.

## Ludovic le More (1480-1500)
Milan est alors un grand centre de commerce et de manufacture qui se définit plus par son éthique militaire et ses ambitions aristocratiques que par ses activités commerciales. Géographiquement et politiquement, le duché est autant lié à la France et à l'Allemagne qu'à Florence et aux villes italiennes au sud de la vallée du Pô. Sous le règne de Ludovic Sforza, dans les deux dernières décennies du XVe siècle, la production artistique du duché milanais se poursuit entre continuité et innovation. La tendance au faste et à l'ostentation atteint son apogée, notamment à l'occasion de certaines fêtes de cour. La noblesse locale possède ses propres palais et certains de ces aristocrates sont de grands mécènes. Par exemple, le poète Gaspare Visconti fait peindre chez lui par Bramante des fresques avec des « hommes d'armes » gigantesques. La cour est pourvue en artistes, tailleurs de pierre et architectes-ingénieurs de la région lombarde. Elle fait fabriquer de nombreux objets de luxe par les artisans locaux et achète aux armuriers de la ville des plaques gravées. Ludovic aime l'or et les pierres précieuses avec une préférence pour les camées antiques, les cornalines, les médaillons, les pièces anciennes et les livres enluminés.
Avec l'arrivée des deux grands maîtres, Donato Bramante à partir de 1477 et Léonard de Vinci à partir de 1482, venant respectivement des centres artistiques d'Urbino et de Florence, la culture lombarde subit un véritable virage dans la Renaissance favorisé par un terrain propice à son acceptation grâce aux innovations de la période précédente. Les deux artistes s'intègrent ainsi parfaitement à la cour lombarde et, dans le même temps, renouvellent la relation entre l'artiste et son client, désormais fondée sur des échanges vivants et fructueux.
L'art dans le duché connait les influences réciproques des artistes lombards et des deux innovateurs étrangers, qui travaillent souvent en parallèle ou en se croisant, reflet du cosmopolitisme vigoureux de Milan à cette époque. Les grands édifices construit dans cette période témoignent du génie technique et décoratif des maîtres tout à la fois d'Urbino, de Rome, de Lombardie et de Toscane.
En mai 1497, après la mort de Béatrice Sforza en couches, la chartreuse est finalement consacrée. L'évènement est célébré dans un relief de Giovanni Antonio Amadeo et de Gian Giacomo Dolcebuono qui flanque la porte principale. La politique artistique de Ludovic prend alors un tournant décisif en renonçant à célébrer la continuité avec les Visconti.

### Architecture

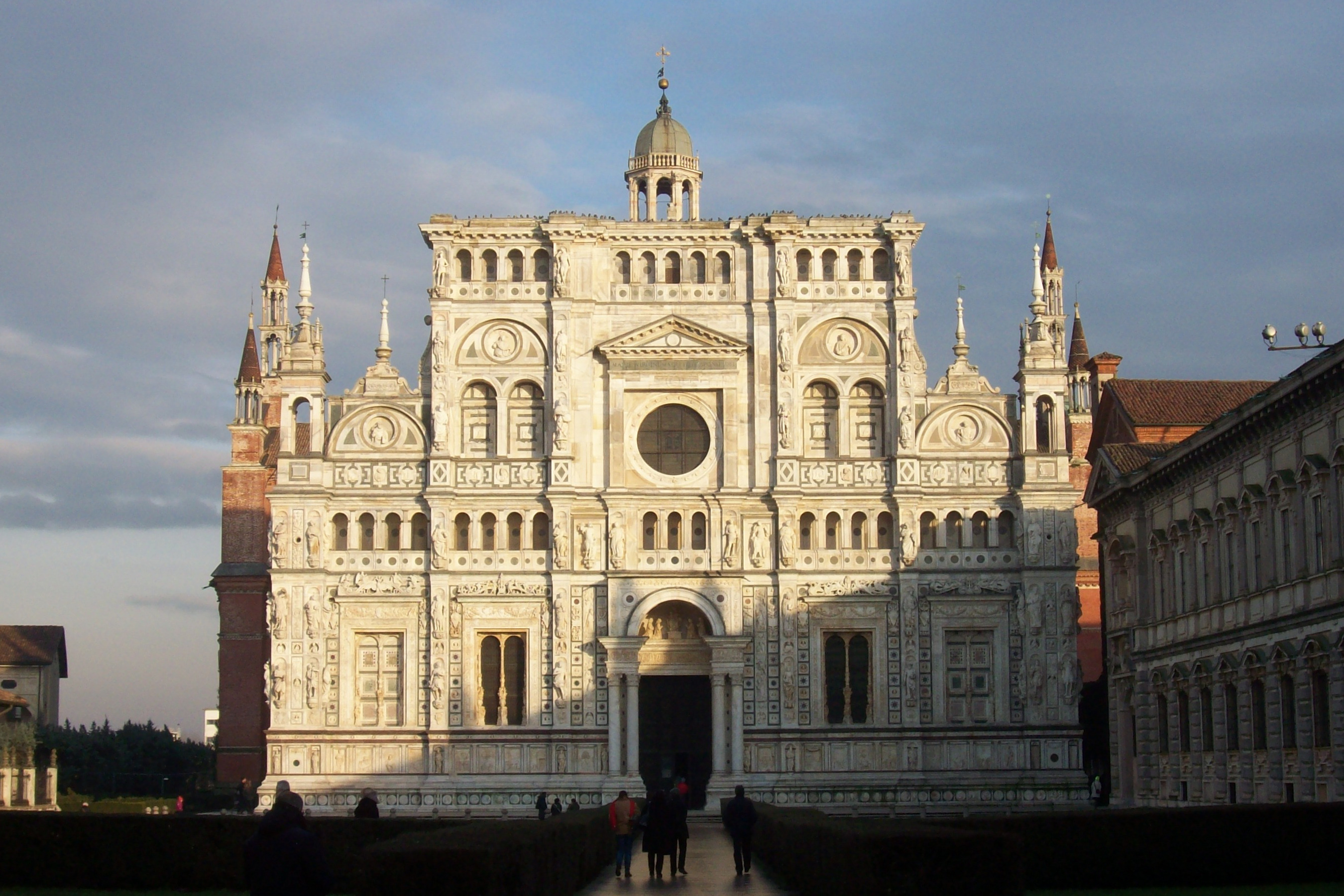
Chartreuse de Pavie, façade.

Contrairement à son prédécesseur, Ludovic prend soin de faire revivre les grands sites architecturaux, prenant conscience de leur importance politique pour la renommée de la ville et, par conséquent, de son prince. À partir des années 1490 et de son mariage avec Béatrice d'Este, marqueur de l'alliance des grandes maisons d'Este et de Sforza, le duc se lance dans d'importants projets censés réaffirmer ses liens avec les Visconti, souligner l'indépendance de la dynastie des Sforza et rivaliser avec les réalisations de souverains comme Laurent de Médicis et le père de son épouse, le duc Ercole d'Este. La chartreuse de Pavie et l'église Santa Maria della Grazie dont il envisage faire son tombeau, sont les deux églises-mausolées au cœur de ses ambitions politiques et artistiques.

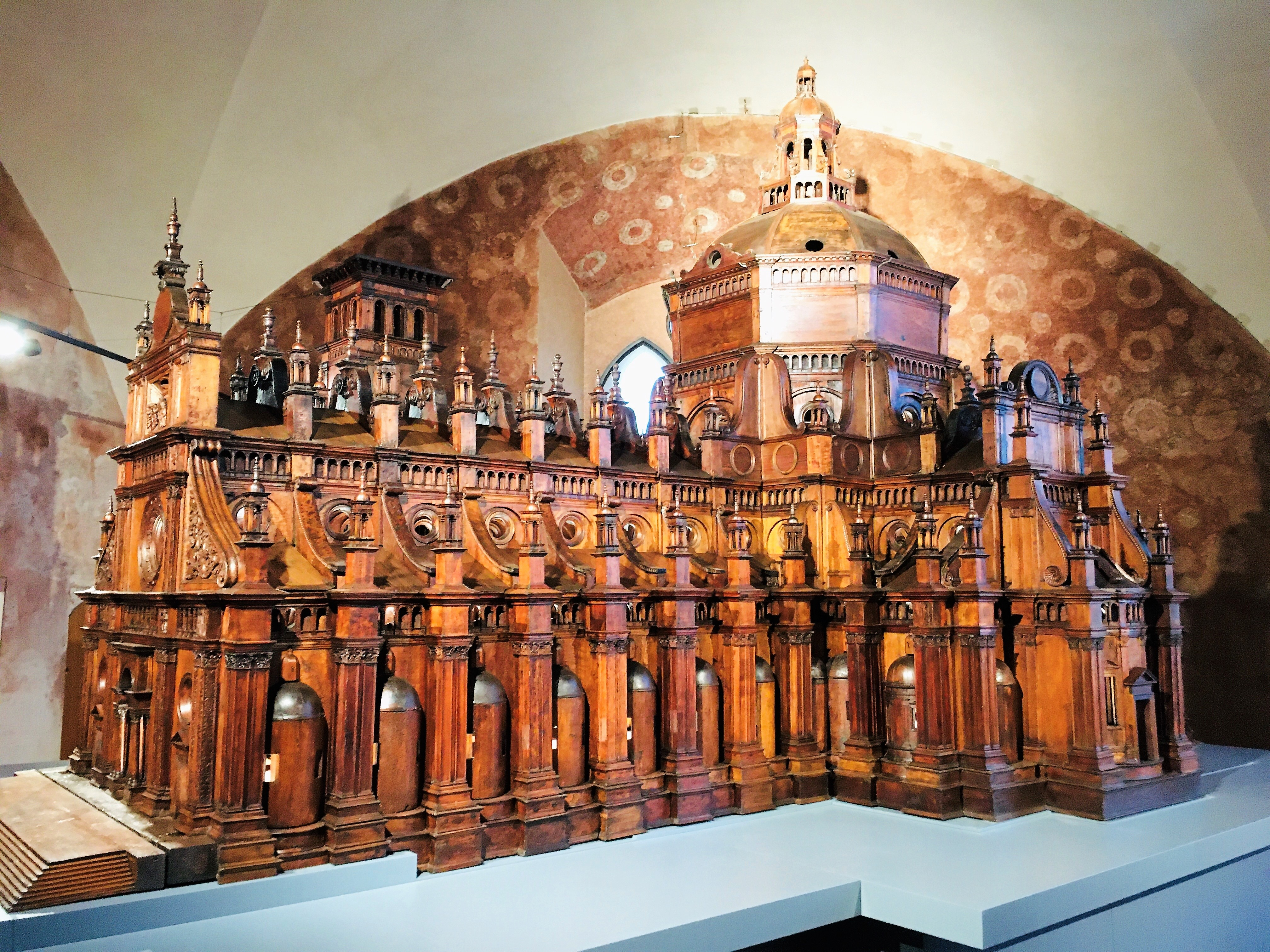
Modèle en bois de la Cathédrale de Pavie (1497), Musées Civiques de Pavie.

La cathédrale de Pavie (dont le modèle en bois datant de 1497 est encore conservé aux Musées Civiques), le château et la place de Vigevano et la lanterne de la cathédrale de Milan sont parmi les œuvres les plus importantes pour lesquelles des échanges fructueux entre Bramante et Léonard de Vinci sont opérés. Ainsi, les études sur les bâtiments à plan central initiées par les recherches de Bramante fascinent Léonard de Vinci qui en a rempli des pages de ses codex.
Parfois, un style plus traditionnel continue à être pratiqué, alliant une exubérance décorative sur les lignes de la Renaissance. L'œuvre principale de ce type est la façade de la Chartreuse de Pavie, exécutée à partir de 1491 par Giovanni Antonio Amadeo jusqu'à la première corniche, et achevée par Benedetto Briosco. Le tracé assez rigide, avec deux bandes quadrangulaires superposées, est extraordinairement animé par les piliers verticaux, les ouvertures de formes diverses, les loggias et, surtout, par une multitude de reliefs et de motifs de marbre polychrome. Le petit baptistère octogonal placé dans l'angle de la nef et du transept sud est un exemple frappant de la passion de l'ornementation, typique de l'art milanais : les pilastres aux angles de l'octogone sont couverts d'un fin réseau d'ornements en relief, la frise de terre cuite surmontant les différents chapiteaux est composée de putti en haut-relief soutenant des médaillons d'où dépassent des têtes dégagées ; au niveau supérieur, les piédestaux, les pilastres et la frise des piliers sont recouverts des mêmes abondantes arabesques et feuillages ; la simplicité du plan disparait presque sous les ornements.

#### Bramante à Milan

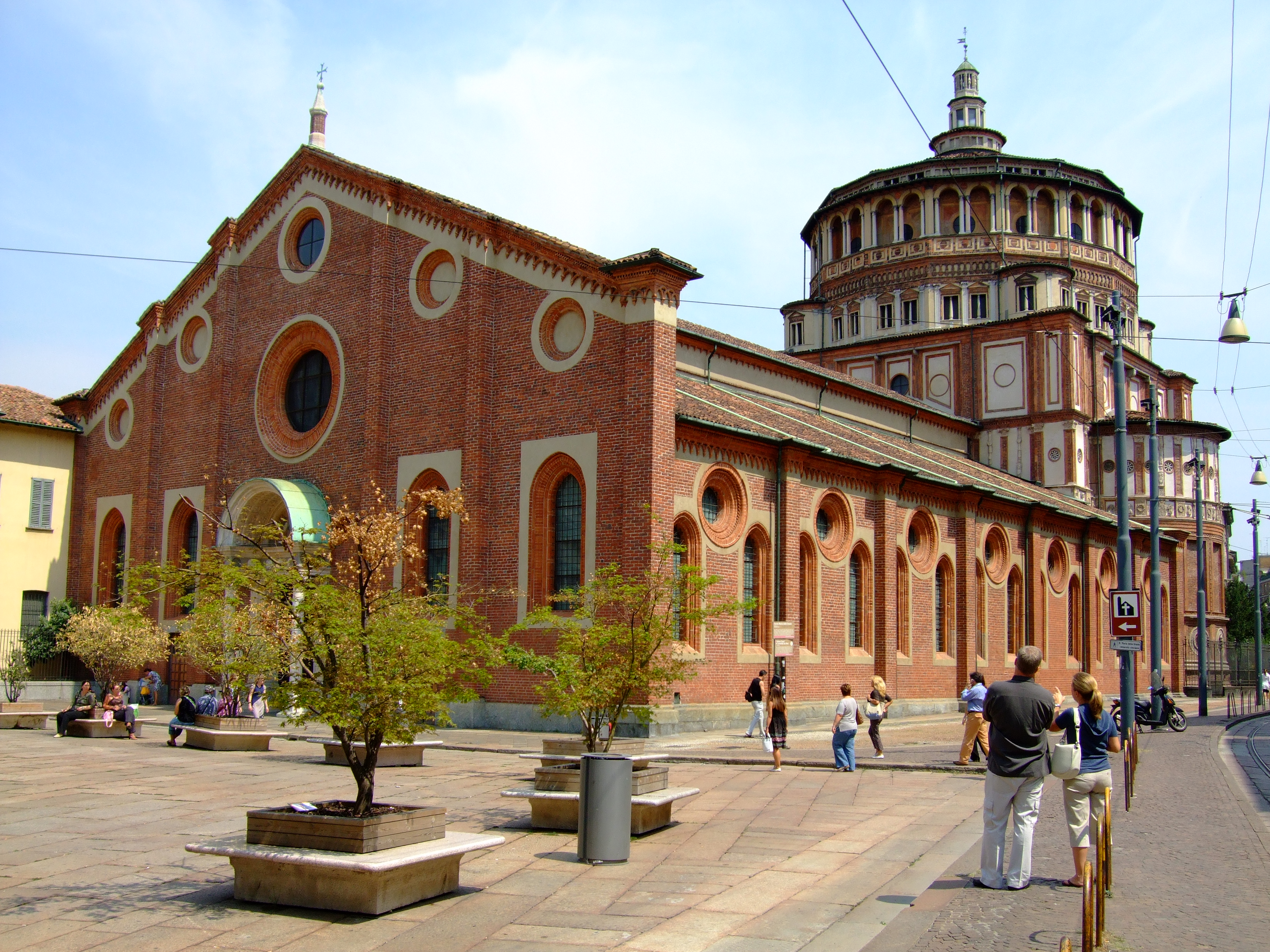
Santa Maria delle Grazie.

La reconstruction de l'Église Santa Maria presso San Satiro (environ 1479-1482) figure parmi les premiers travaux auxquels Bramante s'est mesuré pour Ludovic le More et dans laquelle le problème de l'espace central émerge déjà. Bramante conçoit un corps longitudinal à trois nefs, avec une largeur égale entre la nef centrale et les bras du transept, tous deux couverts par de puissantes voûtes en berceau avec des caissons peints qui évoquent le modèle de la basilique Saint-André de Mantoue de Leon Battista Alberti. Au croisement des bras du transept, s'élève une coupole, élément inévitable chez Bramante, mais l'harmonie de l'ensemble est mise en péril par la largeur insuffisante du transept qui, étant impossible à prolonger du fait de la rue située juste derrière le mur est, est « allongé » par la construction d'une fausse perspective en stuc dans un espace de moins d'un mètre de profondeur, complétée par une fausse voûte à caissons. Cette église à première vue cruciforme a en fait un plan en T : il s'agit d'une perspective illusionniste parfaite vue de la nef. Les niches du mur est des transepts rappellent les formes austères et classiques inspirées par Piero della Francesca. Une profusion d'ornements masque la pureté et la rigueur des formes, typique de la passion de l'ornementation de l'art milanais.
La reconstruction de la tribune de Santa Maria delle Grazie est l'autre grand projet auquel Bramante se consacre à Milan, les travaux étant achevés par Guiniforte Solari. Le More veut donner un aspect plus monumental à la Basilique dominicaine pour en faire le lieu de sépulture de sa famille. Les nefs construites par Solari, plongées dans la pénombre, sont éclairées par la tribune monumentale à l'intersection des bras, qui est recouverte d'un dôme hémisphérique. Bramante ajoute deux grandes absides latérales ainsi qu'une troisième, au-delà du chœur, alignée avec les nefs. L'ordonnancement rythmé des espaces se reflète également à l'extérieur par un emboîtement de volumes qui culmine dans la lanterne qui masque la coupole, avec une petite loggia qui rappelle les motifs de l'architecture paléochrétienne et du roman lombard. Si la forme du chœur, avec son dôme et ses trois absides arrondies, ainsi que l'intérieur cubique, avec son symbolisme numérique complexe, ses motifs géométriques et son habile illusionnisme architectural, sont bien associés à Bramante, Amadeo est chargé de diriger les opérations de construction : de fait, l'ouvrage en brique et le décoration en terre cuite de la façade portent son empreinte.
Bramante se voit attribuer à l'unanimité le projet planimétrique de l'imposante cathédrale de Pavie, qui a travaillé sur le chantier de construction de la cathédrale entre 1488 et 1492, basé sur le greffage d'un noyau octogonal en forme de dôme avec un corps longitudinal à trois nefs, comme dans la cathédrale Santa Maria del Fiore à Florence ou dans le Sanctuaire de la Santa Casa di Loreto, alors en construction et que Bramante avait probablement appris à connaître. Outre le schéma planimétrique général, la crypte (achevée en 1492) et la partie sous-sol de la zone abside de l'édifice sont attribuées au projet de Bramante.

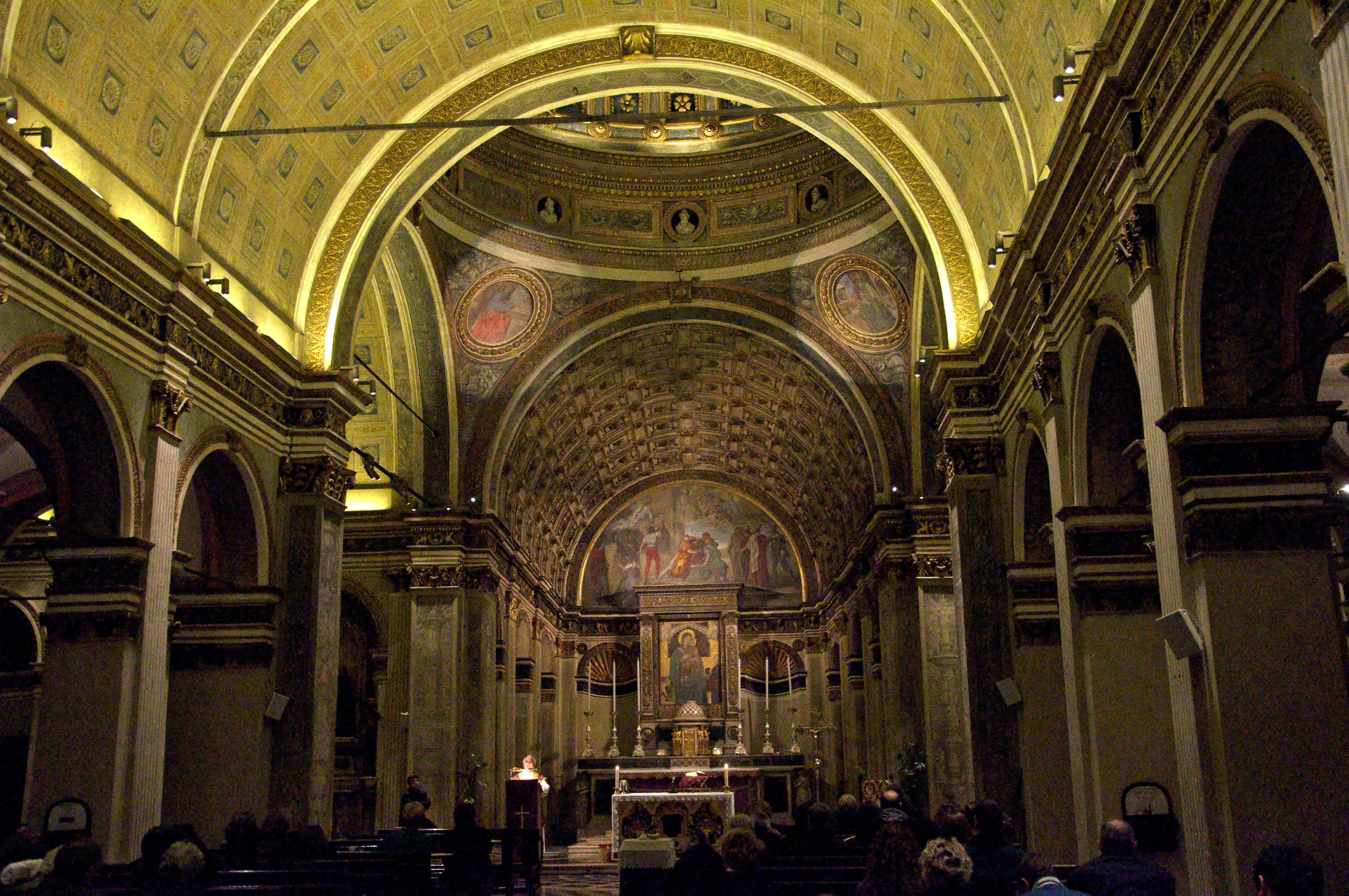
Intérieur de Santa Maria presso San Satiro.
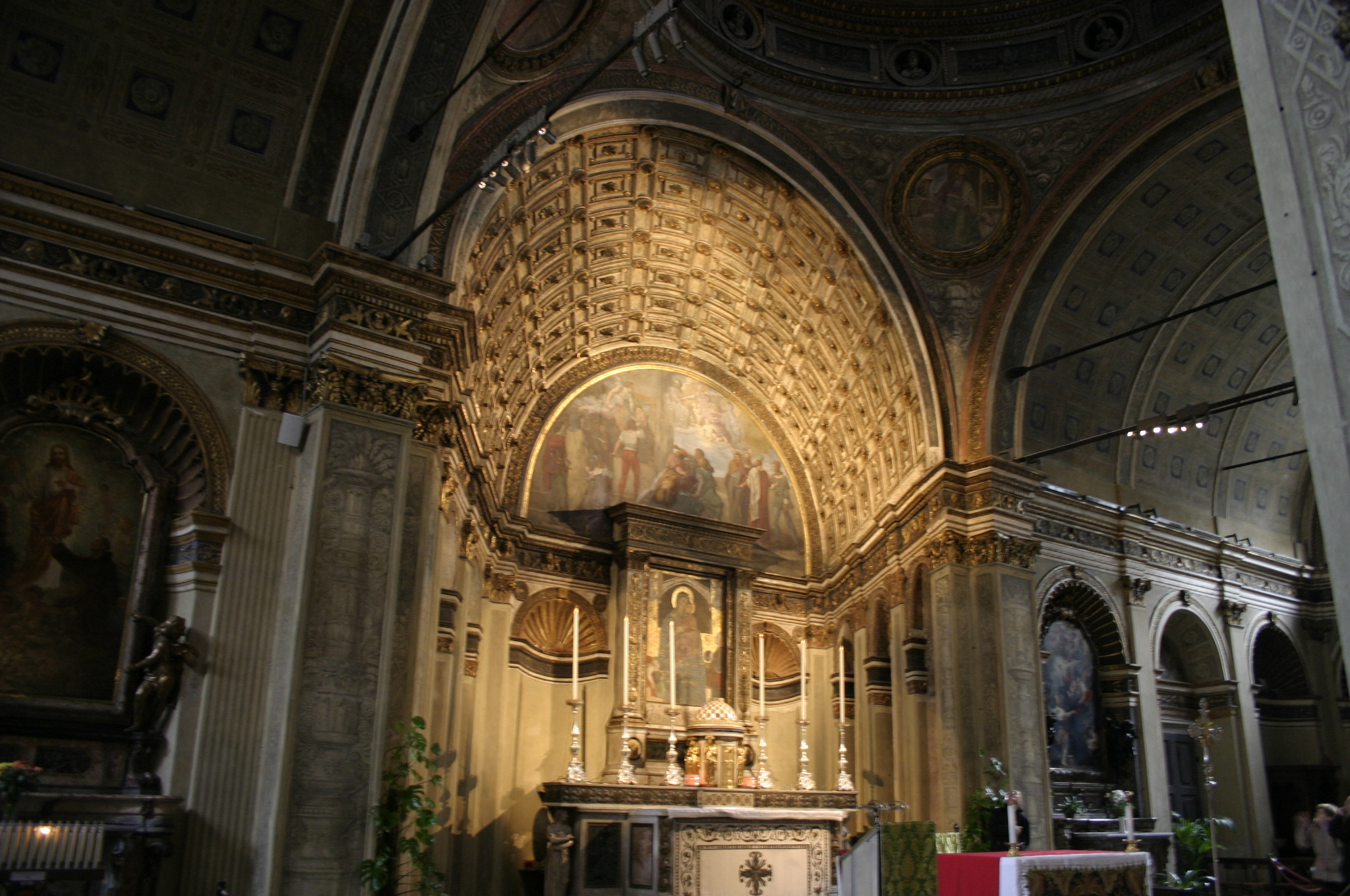
Vue latérale de la fausse abside de San Satiro.
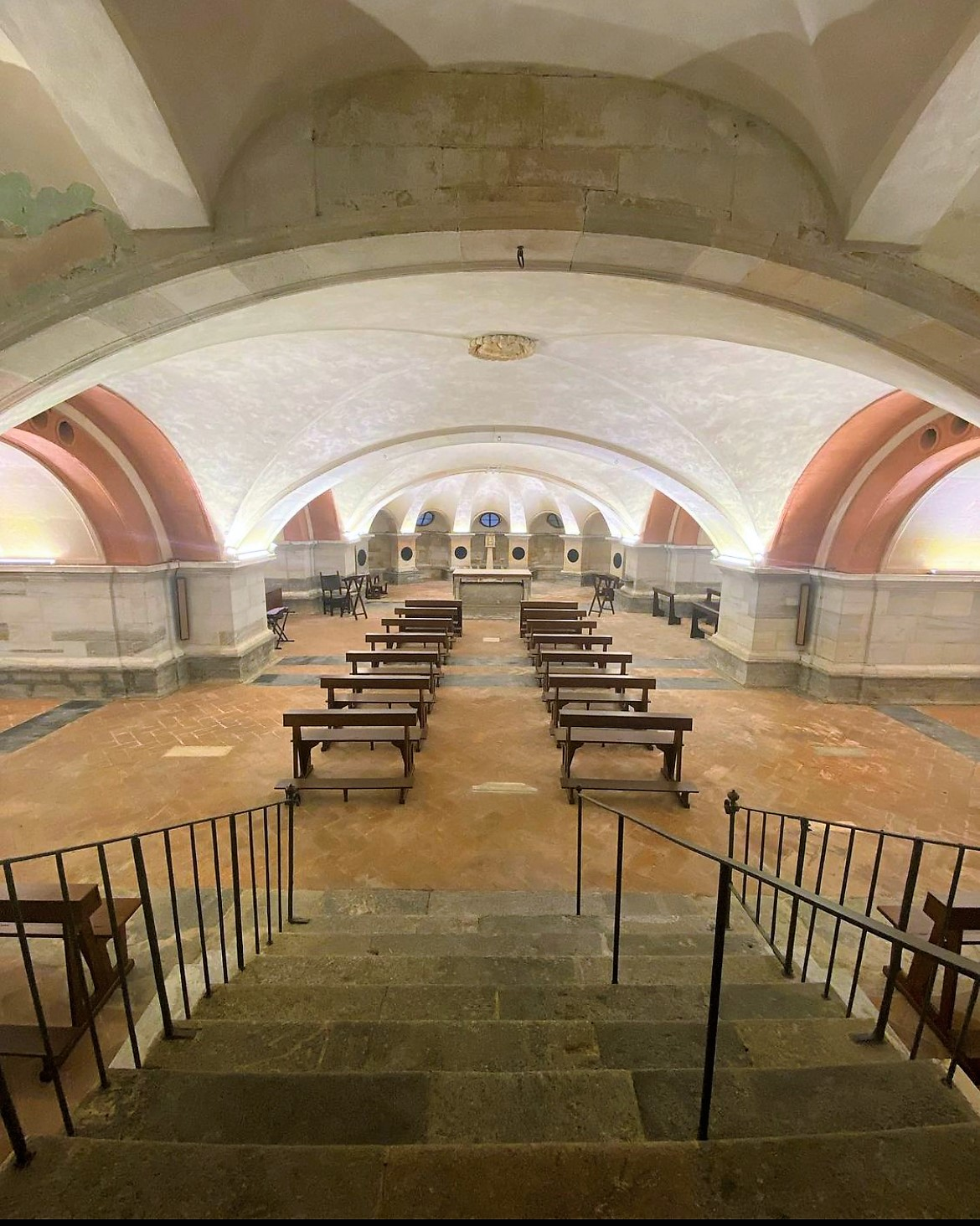

### Urbanisme
Les Sforza tentent tardivement d'appliquer le modèle urbanistique appliqué à Urbino et à Mantoue qui consiste à faire pénétrer l'espace public dans le palais, l'espace civique étant désormais l'antichambre de la demeure du prince, car la ville tout entière vit sous son emprise. Ils cherchent d'abord à faire des abords du château, devant la façade qui donne sur la ville, une véritable place publique. En 1483-1485, une première campagne d'acquisitions immobilières est lancée par le duc, qui se poursuit en 1492, lorsque Ludovic le More édicte un décret solennel, exigeant l'expropriation des maisons qui gênent encore le dégagement d'un place ducale. Dans le même temps, Ludovic reprend à son compte le projet initié en 1473 par Galeazzo Maria Sforza, qui consiste à installer devant le château une statue équestre de Francesco Sforza. Elle doit ouvrir une voie monumentale vers la place du Dôme et l'espace civique de la ville délaissé depuis longtemps par ses princes.
Ludovic Sforza construit cependant à Vigevano en 1492 une résidence élégante, au sens albertien, qui s'ouvre sur une place civique entièrement bordée de portiques, appelée forum car elle est la continuatio de la cour d'honneur du palais. En ce sens, Vigevano est le modèle idéal de cité princière, soit une ville entièrement agencée par la demeure de son prince : si Milan est une puissante métropole économique qui ne doit rien à ses princes, le développement urbain de Vigevano dépend de la capacité princière à assumer le commandement politique.

### Peinture
Ludovic fait décorer la Sala della Balla du Château des Sforza à l'occasion de son mariage avec Béatrice d'Este, en réquisitionnant tous les maîtres lombards disponibles sur la place. De nombreux maîtres arrivent à Milan pour travailler aux côtés de Bernardino Butinone et Bernardo Zenale, tous presque totalement inconnus et qui doivent travailler ensemble pour mettre rapidement en place un dispositif somptueux empreint de significations politiques. Les grandes différences qualitatives qui en résultent semblent toutefois la moindre des préoccupations de leur client.

#### Borgognone

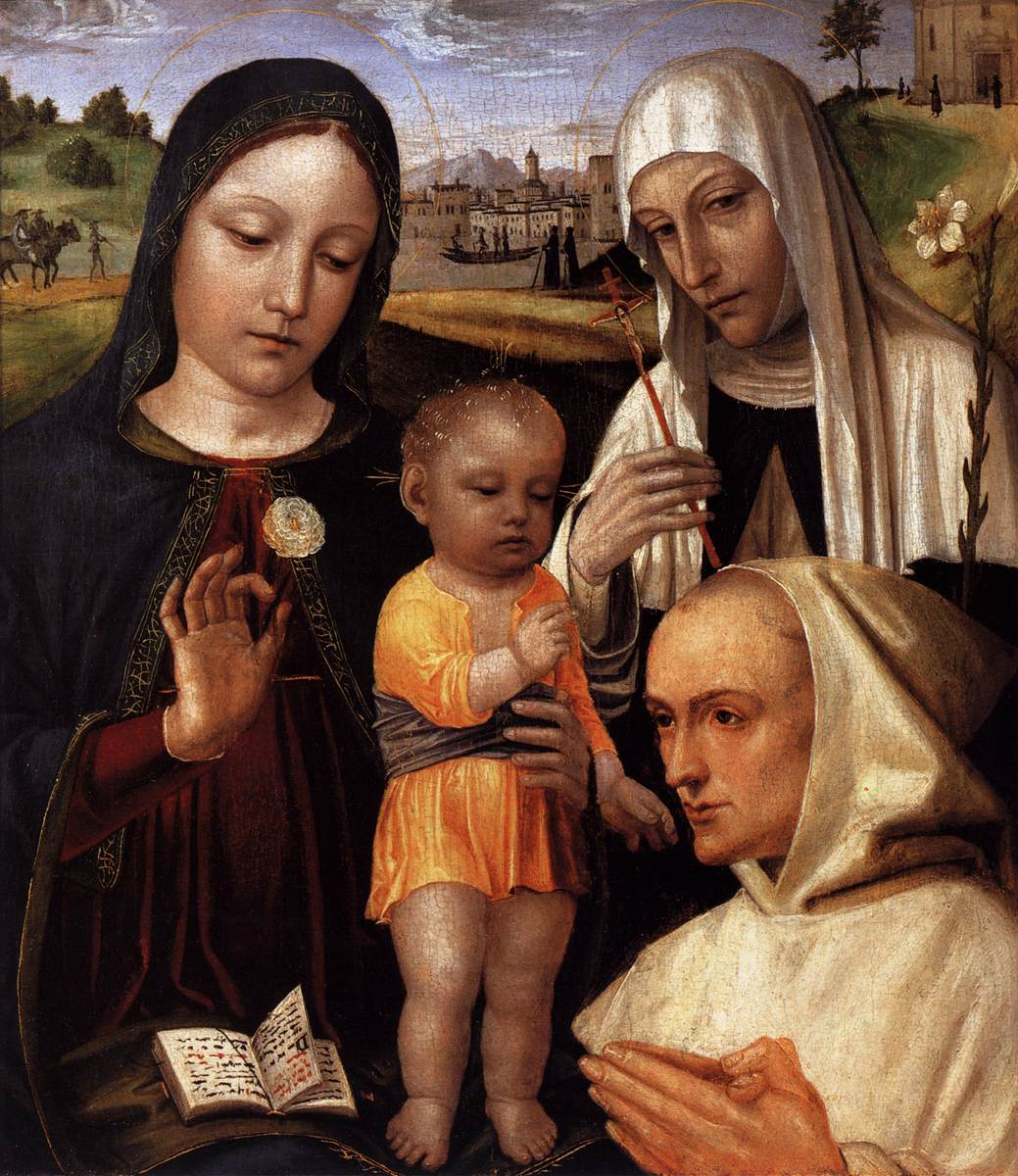
Ambrogio Borgognone, La Vierge des Chartreux.

Entre 1488 et 1495, le peintre piémontais Ambrogio Borgognone est responsable de la décoration de la Chartreuse de Pavie. On y trouve des meneaux en trompe l'œil peuplés de moines peints, des stalles avec une marqueterie digne de celle d'Urbino, et des fresques peintes au plafond par Borgognone en collaboration avec son frère Bernardino. Il exécute des retables aux dorures élaborées et orne les transepts de deux fresques dynastiques : l'une montre Gian Galeazzo Visconti en compagnie de son fils Filippo Maria, Giovanni Maria et Gabrielle Maria, présentant une maquette de la chartreuse à la Vierge ; l'autre, le couronnement de la Vierge flanquée par Francesco Sforza et Ludovic. Ces fresques célèbrent les Visconti et les Sforza séparément, mais sur un pied d'égalité, et témoignent de la confiance de Ludovic en la force et en l'indépendance de la dynastie des Sforza.
La production d'Ambrogio Borgognone est inspirée de Vincenzo Foppa, mais dévoile également de forts accents flamands, probablement atténués par des influences liguriennes. Cette caractéristique est particulièrement évidente dans les tableaux de petit format destinés à la dévotion des moines dans leurs cellules, comme la Madonna del Certosino (1488-1490), où la lumière prévaut sur une couleur calme et un peu terne. Plus tard, l'artiste abandonne les tons nacrés et accentue les passages en clair-obscur, adhérant aux innovations introduites par Léonard de Vinci et Bramante. Dans le Mariage mystique de Sainte Catherine (vers 1490), la construction scénique est liée à une utilisation judicieuse de la perspective avec un point de vue abaissé, même si dans les contours ondulés des figures, si épurés et simplifiés soient-ils, subsistent des échos d'élégance courtoise.

#### Butinone et Zenale

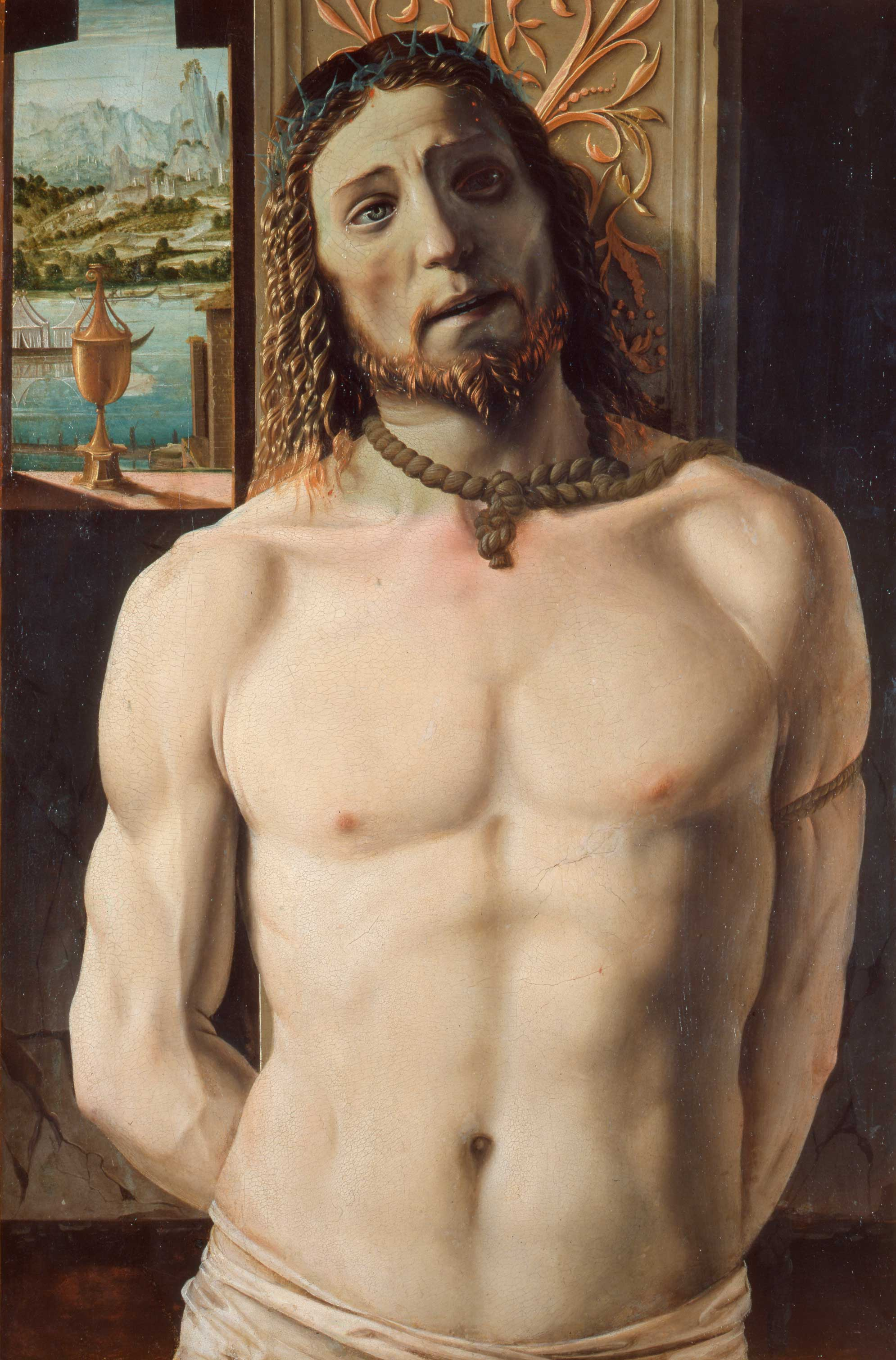
Bramante, le Christ à la colonne (vers 1480-1490).

Les ateliers lombards de l'époque sont généralement organisés selon des pratiques de travail collectif ; ils sont progressivement investis par les innovations les plus modernes qui se mêlent aux traditions locales. Un excellent exemple est celui du partenariat entre Bernardino Butinone et Bernardo Zenale di Treviglio, qui ont coopéré respectivement en tant que professeur et élève (mais peut-être aussi simplement en tant qu'artistes associés) lors de commandes importantes. Le polyptyque de San Martino (1481-1485), destiné à l'église San Martino à Treviglio, montre un partage égal du travail entre les deux artistes, avec une homogénéisation des styles personnels permettant un résultat harmonieux. Cet immense retable est typique de la production du Quattrocento, les deux peintres y préservant le système de polyptyque monumental à cellules juxtaposées, tout en unifiant par l'architecture peinte l'espace de ce qui devient une « Sainte Conversation ». La disposition en perspective, inspirée de Vincenzo Foppa, est affectée par l'illusionnisme entre le cadre et l'architecture peinte, inspirée par le Retable de San Zeno de Mantegna (1457-1459), avec un faux portique où les personnages sont décalés. La perspective est obtenue par des expédients optiques, plutôt que par une construction géométrique rigoureuse, avec la convergence vers un point de fuite unique (situé au centre de la table centrale de San Martino), mais est marquée par l'absence de proportionnalité exacte des raccourcis en profondeur. Des éléments tels que des guirlandes ou des balustrades, rehaussent le premier plan et les personnages derrière celui-ci, tandis que l'utilisation de décorations dorées est révélatrice d'un héritage du gothique international. Ce retable est particulièrement révélateur des préoccupations de la fin du XVe siècle ; de fait, il n'aura pas de suite, mais permet de cerner l'esprit spécifique de cette période, attachée à des pratiques picturales cohérentes et efficaces.

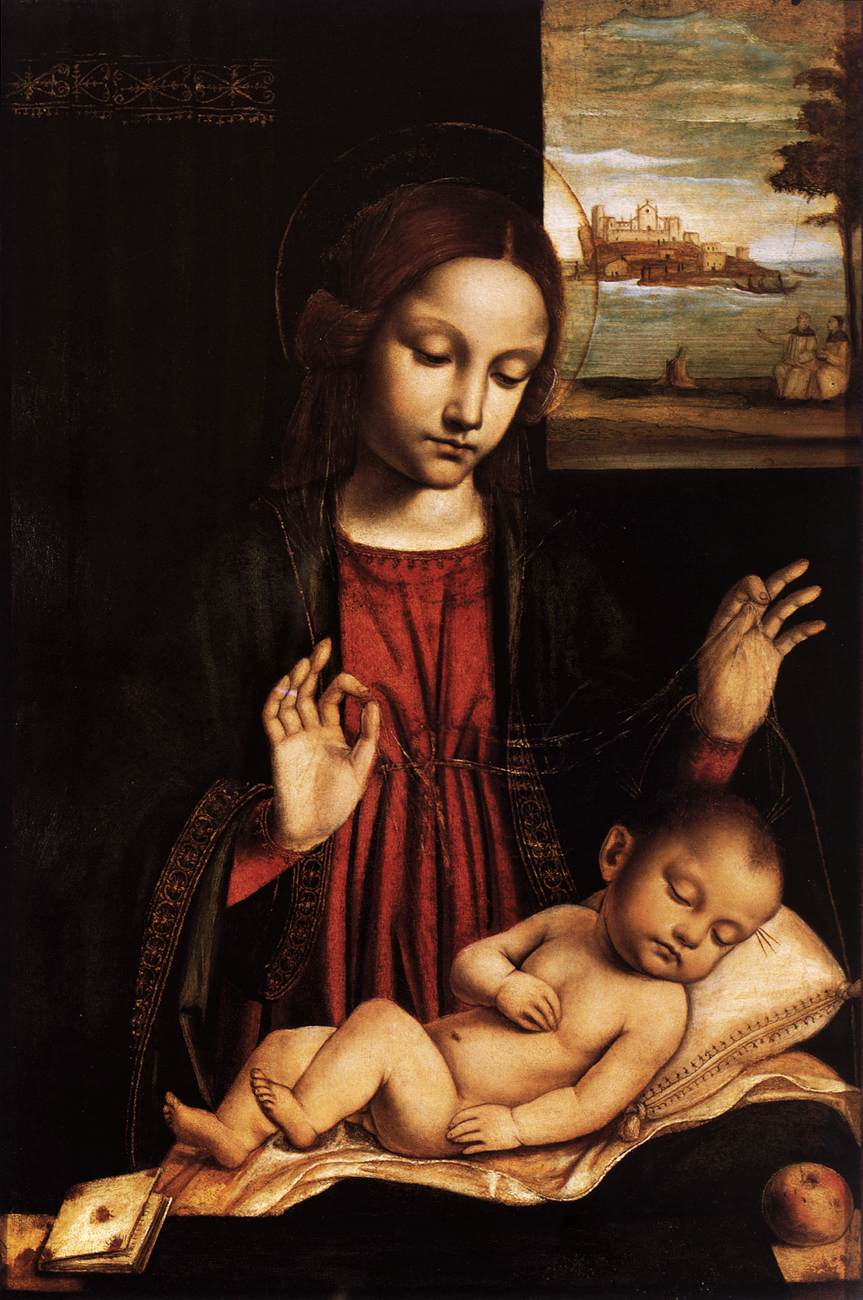
Borgognone, La Vierge du Voile.
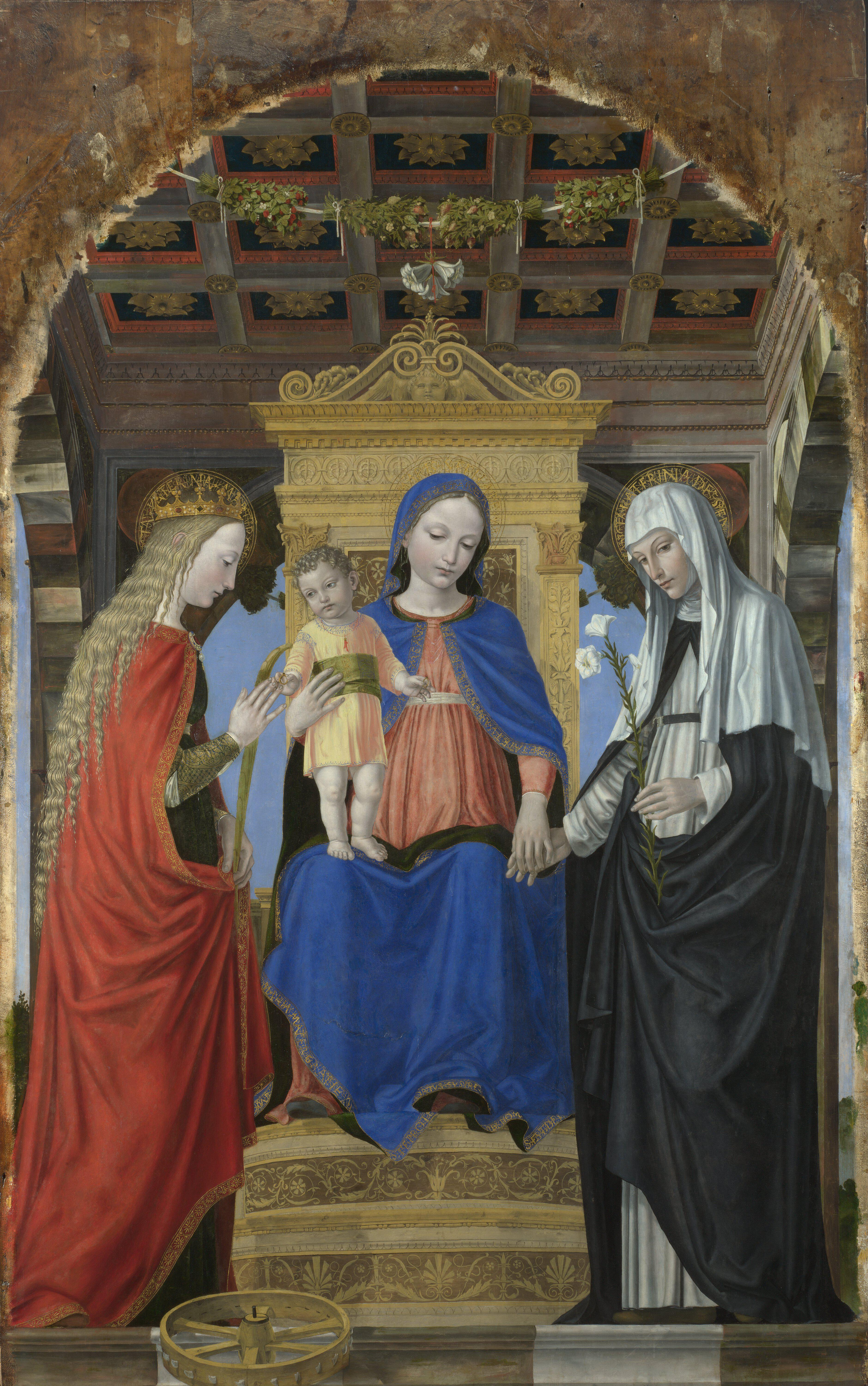
Bergognone, Mariage mystique de sainte Catherine d'Alexandrie.
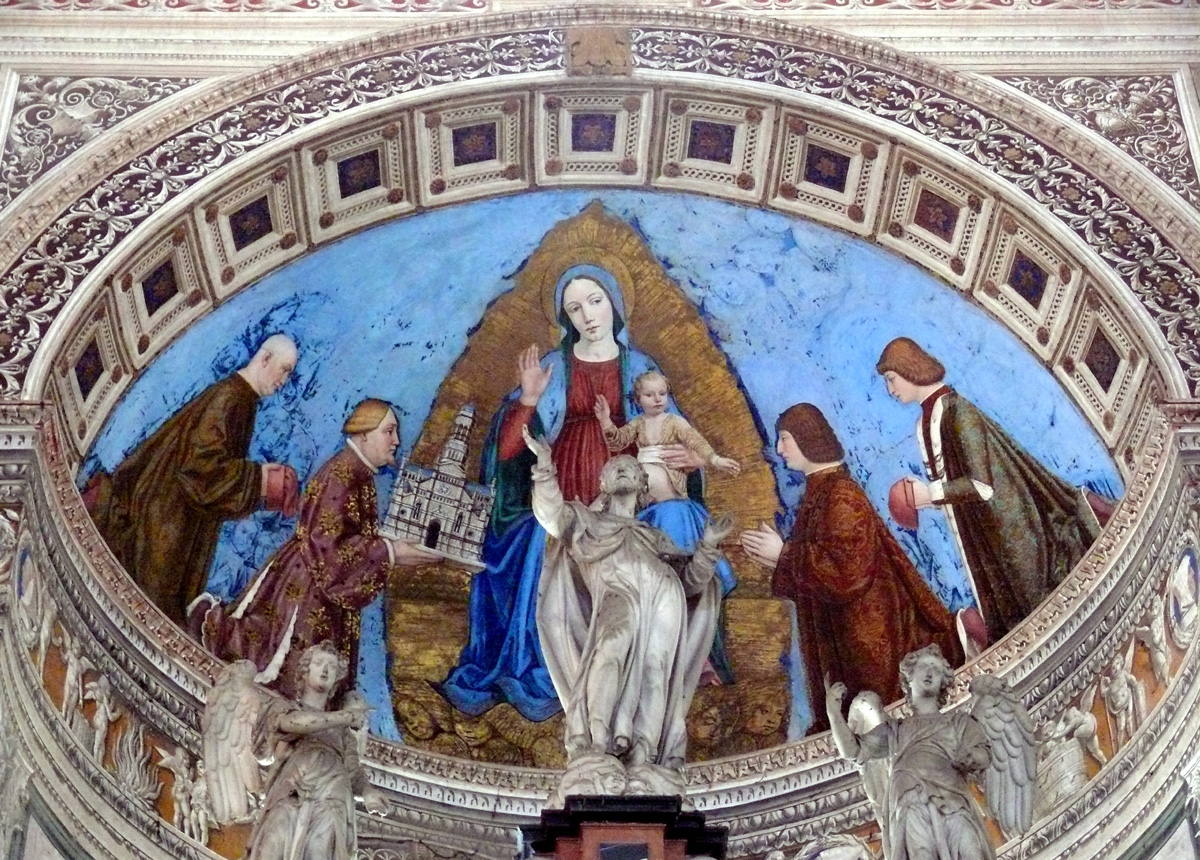
Bergognone, Le duc Jean Galéas Visconti fait don de la Chartreuse de Pavie à la Madone
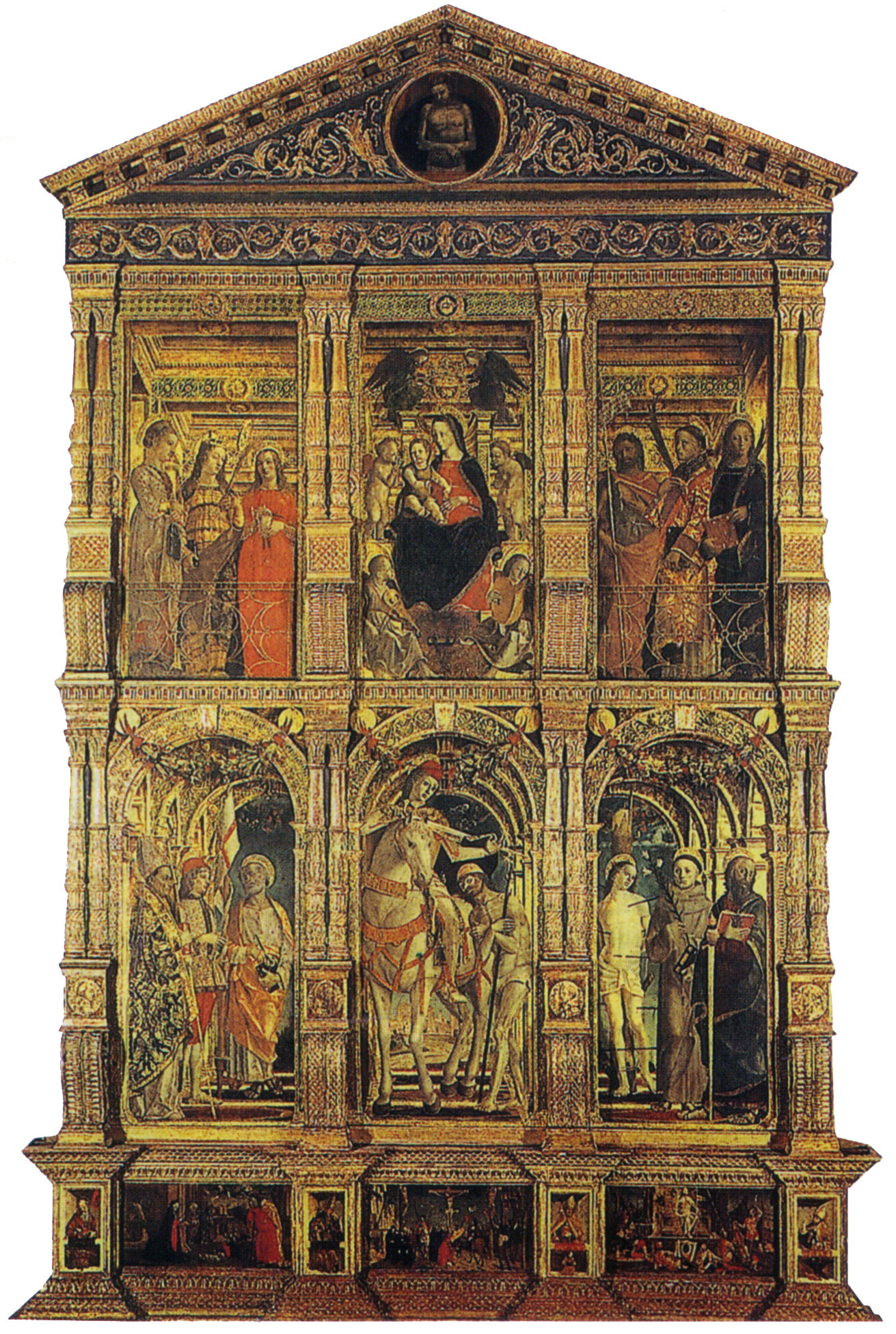
Butinone et Zenale, polyptyque de San Martino.
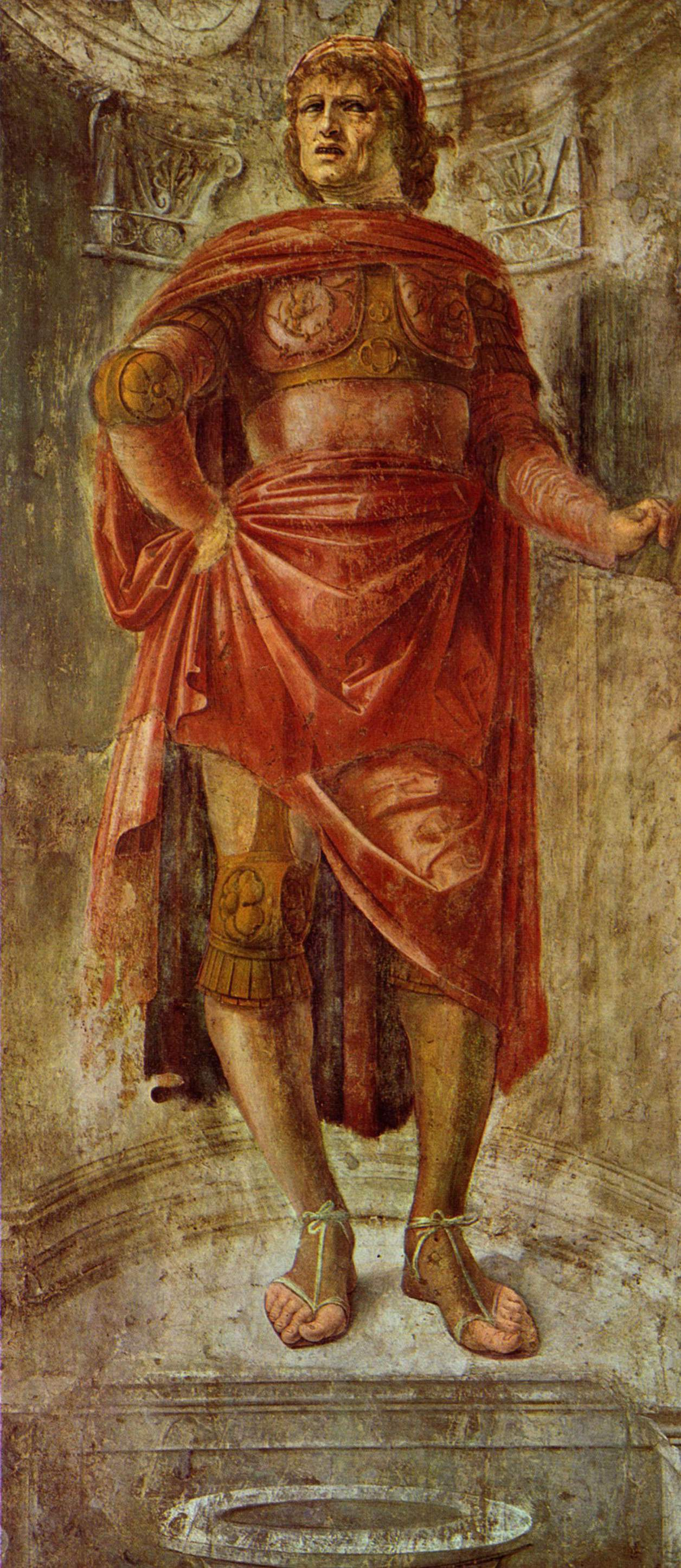
Bramante,  Hommes d'armes de la maison Visconti-Panigarola, 1486-1487.

#### Peintures de Bramante
Bramante, qui est aussi peintre, est l'auteur à Milan d'une série de fresques à thème humaniste sur des hommes illustres, les soi-disant Hommes d'armes de la maison Visconti-Panigarola, mais aussi d'un célèbre panneau avec le Christ à la colonne (vers 1480-1490). Dans cette œuvre, les références à la culture d'Urbino sont évidentes, avec la figure du Rédempteur souffrant représenté au premier plan, presque en contact direct avec le spectateur, d'un modèle classique, avec le torse nu, et avec d'évidentes réminiscences flamandes, tant dans le paysage que dans le méticuleux rendu des détails et de leurs reflets lumineux, notamment dans l'éclat rouge et bleu des cheveux et de la barbe.

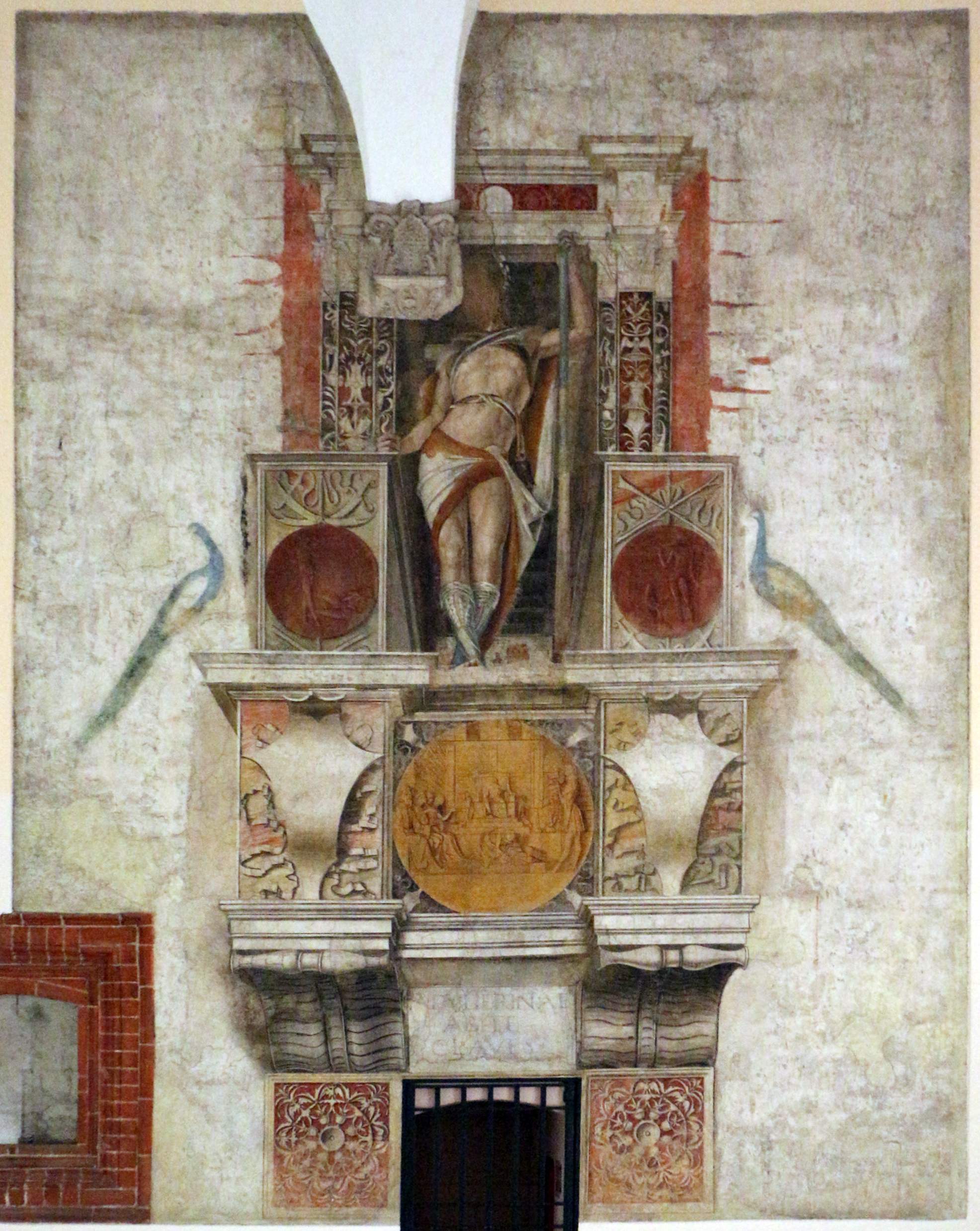
Bramante et Bramantino, Argos, salle du trésor du château des Sforza.

Au début des années 1490, Bramante peint avec l'aide de son disciple Bramantino, une fresque à l'entrée du trésor de Ludovic Sforza dans l'aile « Rocchetta » du château des Sforza qui représente le géant Argos avec ses cent yeux, expression du pouvoir financier des Sforza. Sous le gardien des coffres du duché, un tondo monochrome en imitation du relief en bronze montre un souverain présidant la pesée de l'or. Dans un renversement du mythe d'Ovide, Argos semble avoir triomphé de Mercure dont il tient les vestiges du caducée dans la main droite, entremêlés à des vipères vertes, l'emblème des Visconti. Cette fresque emploie l'iconographie impériale classique pour promouvoir l'idéologie des Sforza. Bramante y assimile les styles des artistes préférés de la cour comme les éléments padouans et ferrarais des peintures de Vincenzo Foppa, les maniérismes de Cristoforo et d'Antonio Mantegazza, dans une vision classicisante héroïque qui lui est propre. L'iconographie met aussi l'accent sur la continuité politique avec le régime précédent des Visconti. Cette fresque révèle l'emploi des stanieri, les « étrangers », pour former les artistes locaux à leurs spécialités, cette collaboration apparaissant comme le meilleur moyen d'apprendre. Bramante d'Urbino, renommé pour sa maitrise de la perspective et ses talents d'illusionniste, collabore ici avec le maître local Bramantino. Dans sa première commande milanaise en 1483 pour la confrérie de l'Immaculée Conception, Léonard de Vinci est aussi tenu par contrat de travailler avec les frères Evangelista et Giovanni Ambrogio de Predis, le peintre de la cour de Ludovic.

#### Premier séjour de Léonard de Vinci

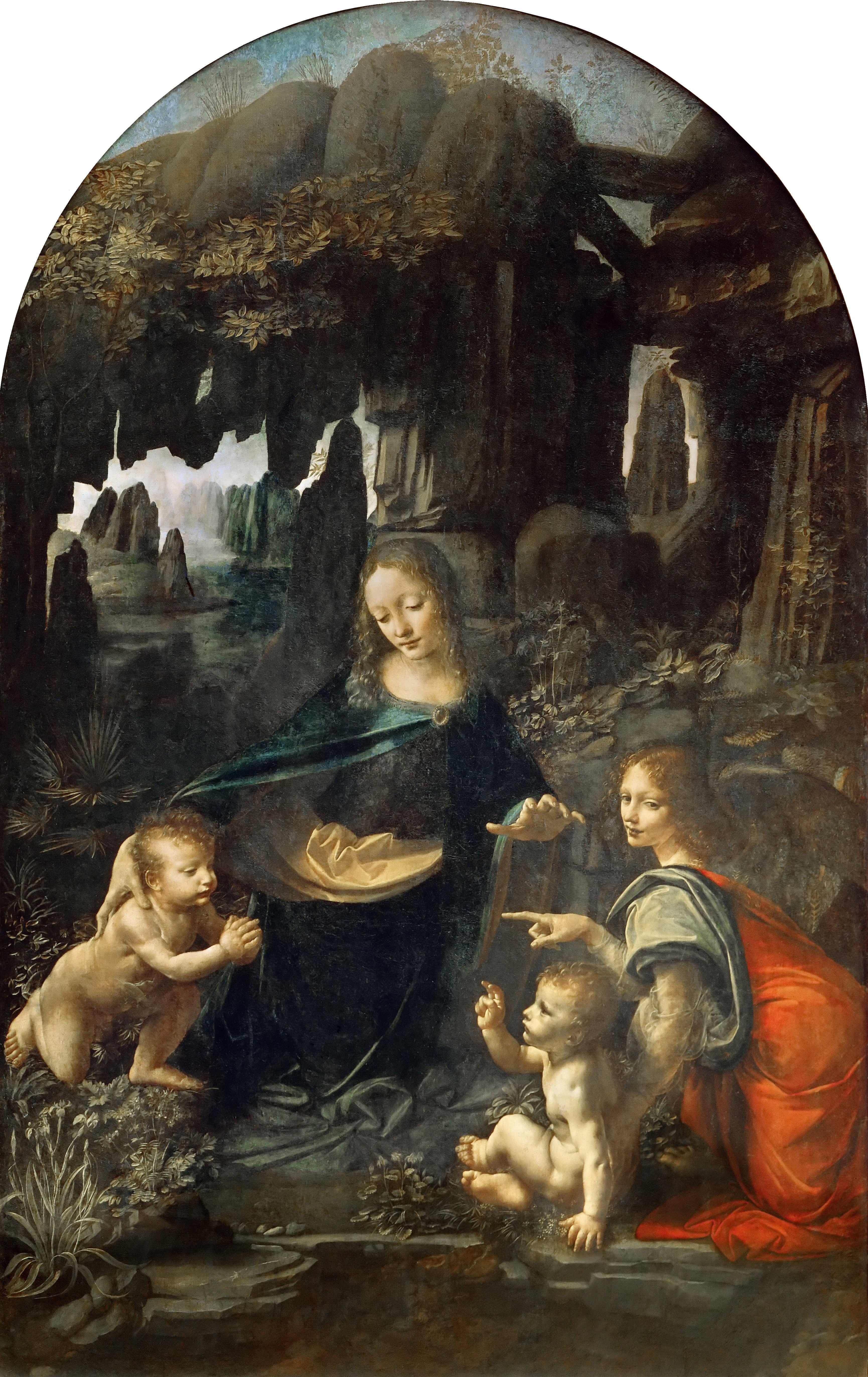
Léonard, Vierge aux Rochers, première version (1483-1486).

Comme Bramante, Léonard de Vinci est attiré par la Lombardie et par les opportunités d'emploi offertes par la politique d'expansion énergique promue par les Sforza dont le mécénat est éclairé par les mathématiques, l'architecture et les sciences. Dans une célèbre lettre d'autoprésentation datée de 1482, l'artiste énumère en dix points ses compétences, qui vont du génie militaire et civil, à l'hydraulique, à la musique et à l'art (cité en dernier, à exercer « en temps de paix »),.
Dans un premier temps, Léonard n'a aucune réponse à ses offres au duc. Il se consacre à l'approfondissement de ses intérêts scientifiques, de nombreux codes remontent à cette période et reçoit une première commande importante d'une confrérie qui, en 1483, lui demande, ainsi qu'aux frères De Predis qui l'ont accueilli, un triptyque à exposer sur leur autel dans l'église, aujourd'hui détruite, San Francesco Grande. Léonard peint le panneau central, la Vierge aux Rochers, œuvre d'une grande originalité dans laquelle les figures sont placées dans une pyramide, avec une forte monumentalité et un mouvement circulaire des regards et des gestes. La scène se déroule dans une grotte ombragée, avec la lumière qui filtre à travers les ouvertures dans les rochers, dans des variations très subtiles des plans de clair-obscur, entre reflets et ombres colorées, capable de générer une impression de liant atmosphérique qui élimine l'effet d'isolement plastique des personnages.
Enfin entré dans le cercle des Sforza, Léonard est longtemps impliqué dans la construction d'un colosse équestre, qui n'a jamais vu le jour et qui était destiné à commémorer le fondateur de la dynastie, le grand condottiere Francesco Sforza. Ses premiers dessins relatifs au projet datent de 1485-1486. La statue prévue par Ludovic doit mesurer plus de sept mètres de haut et peser plus de soixante-dix tonnes. En avril 1489, Léonard repense son projet en utilisant l'antique monument équestre de Pavie comme point de départ, attiré par le sens du mouvement qui s'en dégage, le trot conférant à l'animal une grande liberté. Un modèle en argile colossal est exécuté qui est dans l'atelier de l'artiste en novembre 1493 lors du mariage de la nièce de Ludovic avec l'empereur Maximilien. Les moules sont prêts, une fosse spéciale est conçue pour la fonte et le modèle est emballé pour le transport. Un an plus tard, le bronze alloué à Léonard pour couler le monument est donné au duc Ercole d'Este qui en a besoin pour faire des canons et le projet est abandonné.
Léonard exécute une série de portraits à la suite de commandes de la cour milanaise, dont le plus célèbre est La Dame à l'hermine (1488-1490). C'est certainement le portrait de la favorite du More, Cecilia Gallerani, dont l'image, frappée par la lumière directe, émerge du fond sombre, faisant un mouvement en spirale avec le buste et la tête, qui met en valeur la grâce de la jeune femme et rompt définitivement avec le cadre rigide des portraits « humanistes » du XVe siècle.

#### Réfectoire de Santa Maria delle Grazie

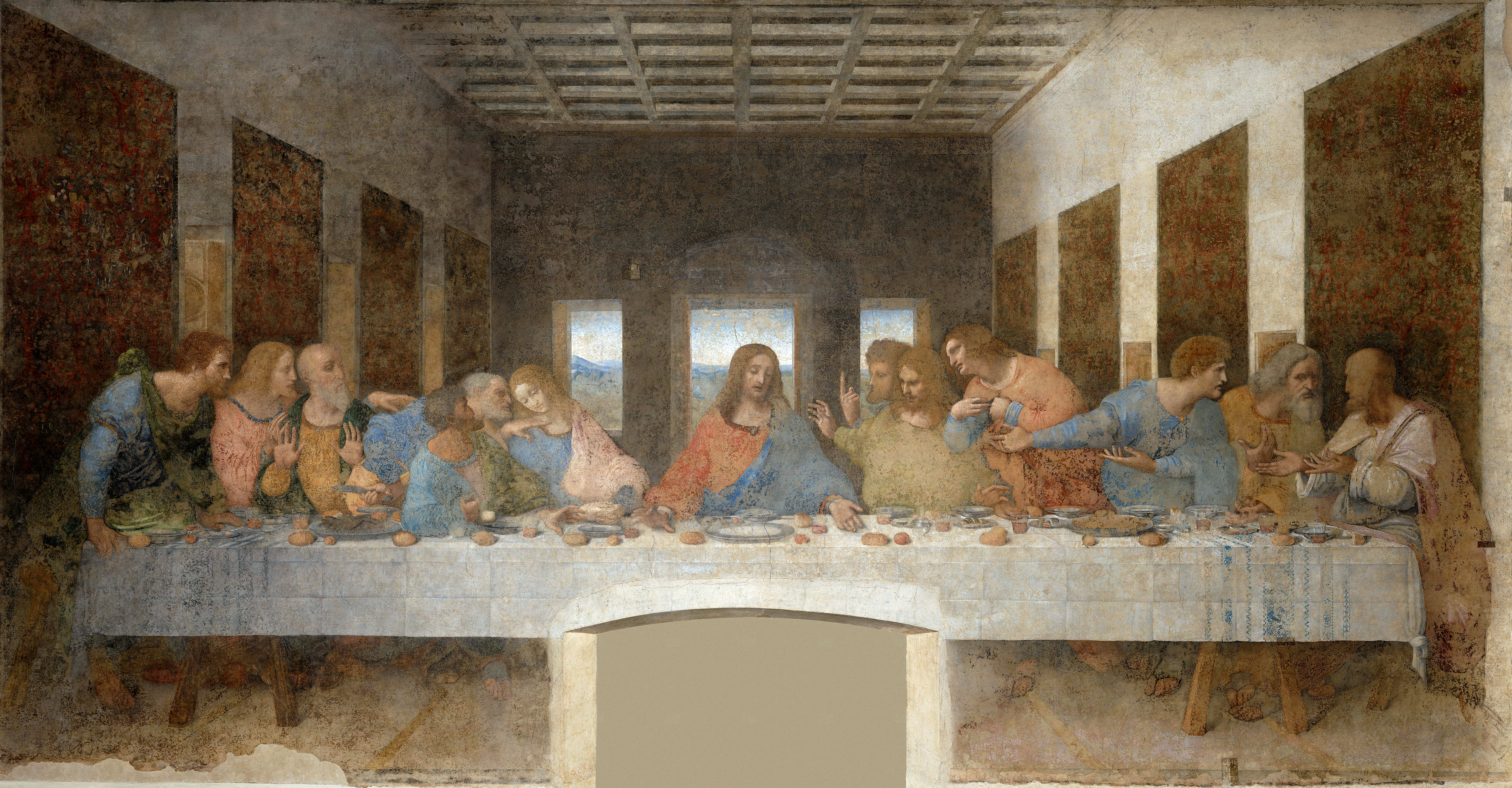
Léonard de Vinci, La Cène (1494-1497).

La décoration du réfectoire de Santa Maria della Grazie est révélateur de la nature de la collaboration instaurée entre le mécénat ducal et ecclésiastique. Si les dominicains commandent les œuvres, le duc y est mêlé car l'ordre bénéficie de son soutien. La décoration du réfectoire est confiée à Léonard de Vinci et à Giovanni Donato Montorfano, un peintre lombard, marquant ainsi la division habituelle entre commandes accordées aux stanieri et aux artistes locaux .
En 1494, Ludovic le More commande à Léonard de Vinci la décoration de l'un des murs du réfectoire, où celui-ci peint la Dernière Cène en 1498. Comme dans l'Adoration des mages réalisée à Florence, l'artiste explore le sens profond de l'épisode évangélique, étudiant les réactions et les « mouvements de l'âme » à l'annonce de la trahison du Christ par l'un des apôtres. Les émotions se répandent violemment parmi ceux-ci, d'un bout à l'autre de la scène, submergeant les alignements symétriques traditionnels des personnages en les regroupant trois par trois, avec le Christ isolé au centre (solitude à la fois physique et psychologique), l'effet étant accentué par l'encadrement des ouvertures lumineuses en arrière-plan et par la boîte de perspective. L'œuvre de Léonard allie la monumentalité et la narration psychologique au goût de la cour pour le décoration végétale, la perspective illusionniste et les symboles héraldiques. Ces derniers éléments apparaissent dans les trois lunettes en trompe l'œil au-dessus de la scène biblique. L'espace réel et l'espace peint apparaissent liés de manière illusionniste grâce à l'utilisation d'une lumière similaire à celle réelle de la pièce, impliquant ainsi le spectateur, avec une procédure similaire à celle que Bramante expérimente en architecture à la même époque. Léonard de Vinci utilise également un principe similaire, celui de l'annulation des murs, dans la décoration de la Sala delle Asse du Château des Sforza, recouverte d'un entrelacement de motifs d'arbres.
Le rôle de Ludovic dans cette réalisation va bien au-delà de la simple aide financière. Il a un profond respect pour le prieur Vincenzo Bandello avec qui il dîne au réfectoire deux fois par semaine. Bandello est le principal théologien de la cour et imagine les programmes iconographiques complexes pour le réfectoire de l'église. Il décide avec Ludovic de la forme symbolique du grand chœur de Bramante. Son programme pour la décoration intérieure de la tribune, avec son espace céleste et ses chérubins portant les emblèmes des Visconti et des Sforza, témoigne du goût pour le symbolisme ésotérique qu'il partage avec le duc.
Les figures de Béatrice et de Ludovic dans le Calvaire de Montorfano, sur le mur en face de La Cène, révèle le constant équilibre entre exigences théologiques et profanes.

### Sculpture

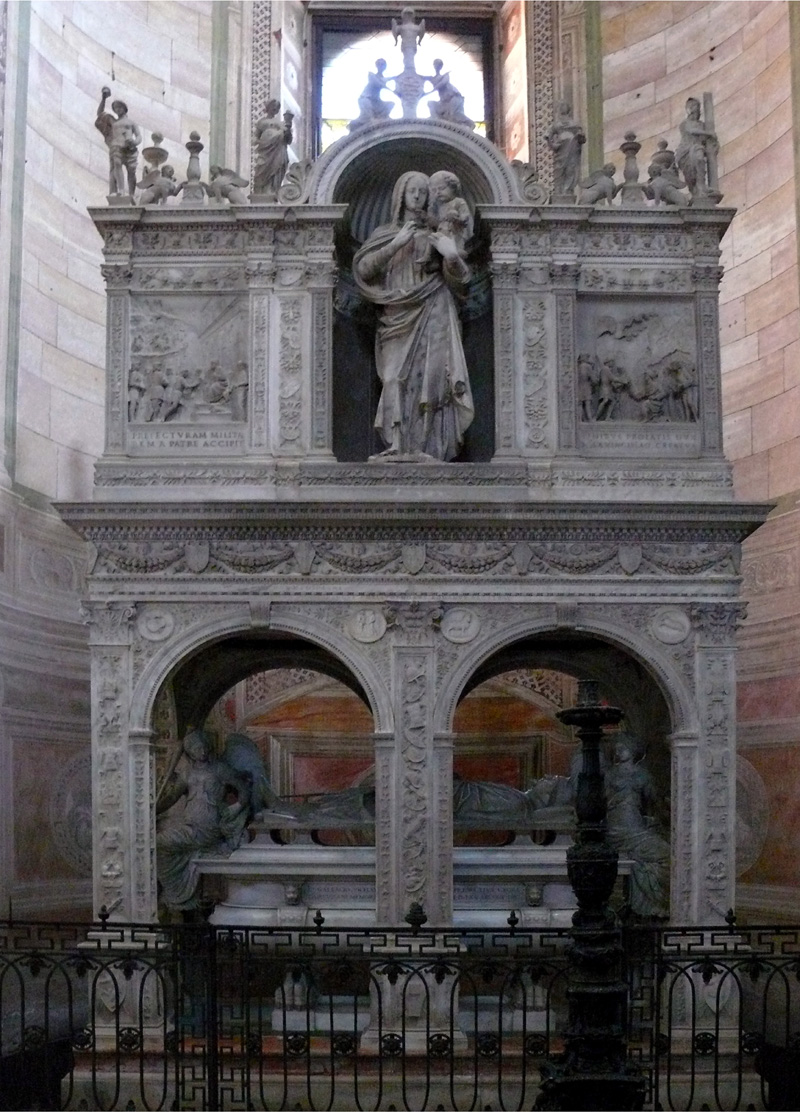
Gian Cristoforo Romano, Tombe de Jean Galéas Visconti

Le tombeau monumental de Jean Galéas Visconti dans la chartreuse de Pavie est confié à Giovanni Cristoforo Romano, sculpteur et humaniste romain qui arrive à Milan vers 1490. Il travaille précédemment à Urbino, puis à Ferrare où il est un membre de l'entourage de Béatrice d'Este.

## Première moitié duXVIesiècle
La chute de Ludovic Sforza provoque une interruption brutale de toutes les commandes artistiques. Léonard de Vinci part à Florence, Bramante et Cristoforo Solari à Rome. Une grande partie des chefs-d'œuvre réunis par Ludovic le More sont dispersés après 1499. Malgré tout, la reprise est rapide et l'atmosphère à Milan et dans les territoires conquis reste animée. L'épisode clé est le retour de Léonard de Vinci en 1507, qui demeure à Milan jusqu'en 1513.
Les interventions, effectuées entre 1515 et 1521, par Galeazzo Sanseverino à l'intérieur du château de Mirabello, siège du Capitaine du Parc Visconti, sont étrangères à la tradition et au goût lombard. En effet, la structure, datant de la période Sforza, y est retravaillée en y insérant, cas unique en Lombardie, des éléments de goût français, comme les fenêtres rectangulaires profilées en pierre ou les grandes cheminées en pierre de style gothique tardif. Les intérieurs sont également peints à la fresque (la plupart de celles-ci sont encore cachées sous plusieurs couches de plâtre).
Jusqu'à la bataille de Pavie de 1525, la situation politique dans le territoire du duché de Milan reste incertaine, avec de nombreux affrontements armés, après quoi la domination espagnole est actée.

### Deuxième séjour de Léonard de Vinci
Le gouverneur français de Milan, Charles d'Amboise, pousse Léonard de Vinci à entrer au service de Louis XII dès 1506. L'année suivante, le roi le sollicite spécifiquement. Léonard accepte de revenir à Milan à partir de juillet 1508. Le second séjour à Milan est une période intense. Il peint la Vierge, l'Enfant Jésus et sainte Anne en collaboration avec Giovanni Ambrogio de Predis, la seconde version de la Vierge aux Rochers et traite des problèmes géologiques, de planification hydrographique et urbaine. Il prévoit aussi un projet de statue équestre en l'honneur de Jacques de Trivulce, architecte de la conquête française de la ville.

### LesLeonardeschi

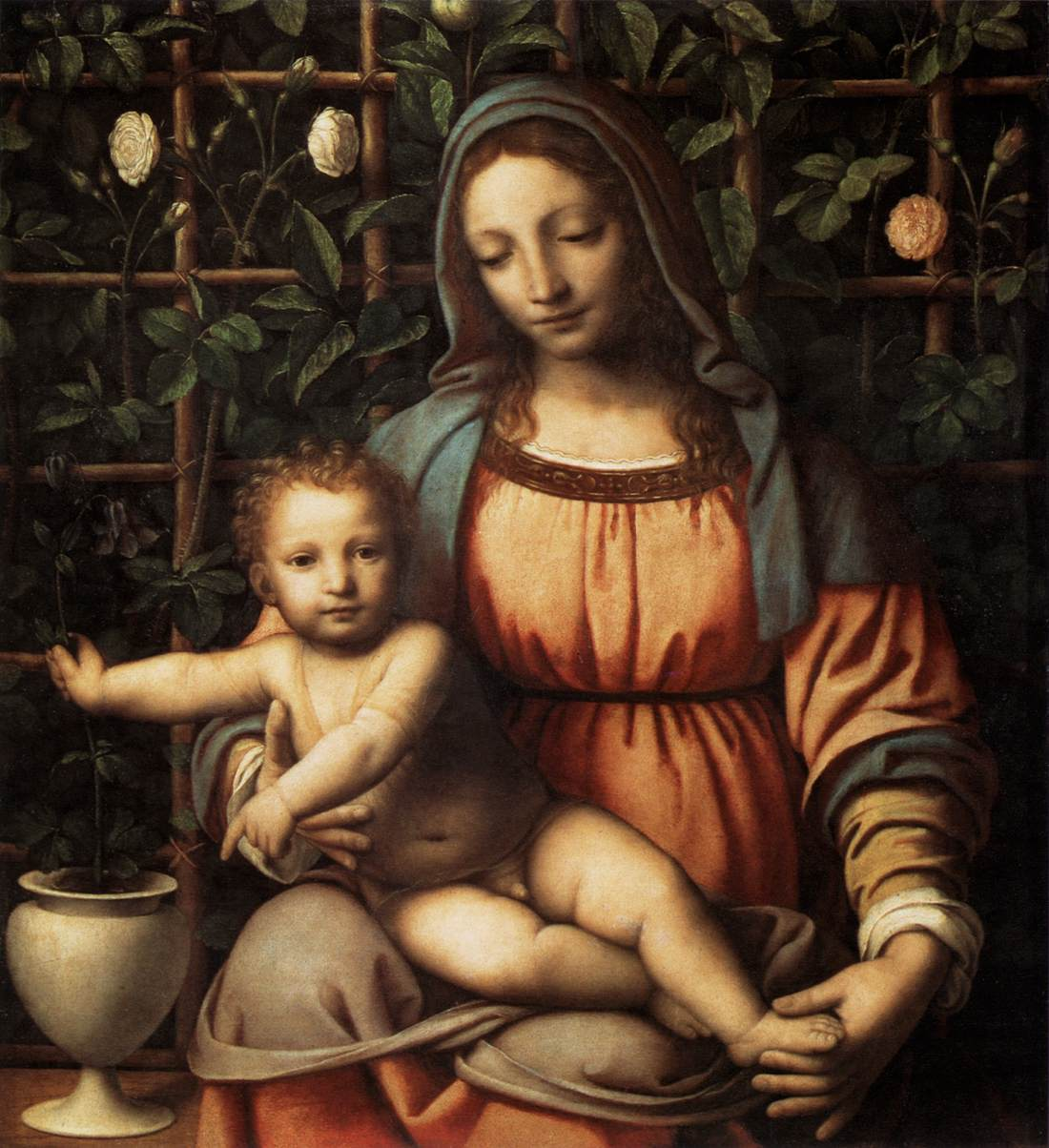
Bernardino Luini, Vierge à la roseraie, aujourd'hui à Brera.

Les exemples produits par Léonard de Vinci sont rassemblés et reproduits par un grand nombre d'étudiants, les dits leonardeschi dont Giovanni Antonio Boltraffio, Andrea Solari, Cesare da Sesto et Bernardino Luini. On assiste ainsi, au début du siècle, à une uniformité de goût dans le Duché liée au style de Léonard.
La limite de ces artistes est la cristallisation du style du maître, sans jamais l'égaler ou proposer de dépasser son style. Le mérite le plus important de ces peintres est probablement de répandre à travers leurs voyages, le style novateur de Léonard, notamment dans des régions extérieures à son passage, comme Giovanni Agostino da Lodi à Venise ou Cesare da Sesto dans le sud de l'Italie et à Rome.
Le plus connu du groupe est Bernardino Luini, qui n'a cependant adhéré à l'exemple de Léonard que dans certaines œuvres, en particulier celles sur bois : la Sainte Famille de la Pinacothèque Ambrosienne, calquée sur La Vierge, l'Enfant Jésus et sainte Anne, en est un exemple. Dans la troisième décennie du siècle, son contact avec les œuvres vénitiennes et sa maturation personnelle lui permettent d'obtenir des résultats significatifs dans des cycles de fresques avec une veine narrative agréable, comme dans l'église San Maurizio al Monastero Maggiore à Milan, dans le sanctuaire de la Beata Vergine dei Miracoli à Saronno, et dans l'église Santa Maria degli Angeli à Lugano. Le cycle humaniste de la Villa Rabia alla Pelucca près de Monza (désormais à la Pinacothèque de Brera) est également intéressant.

### Bramantino

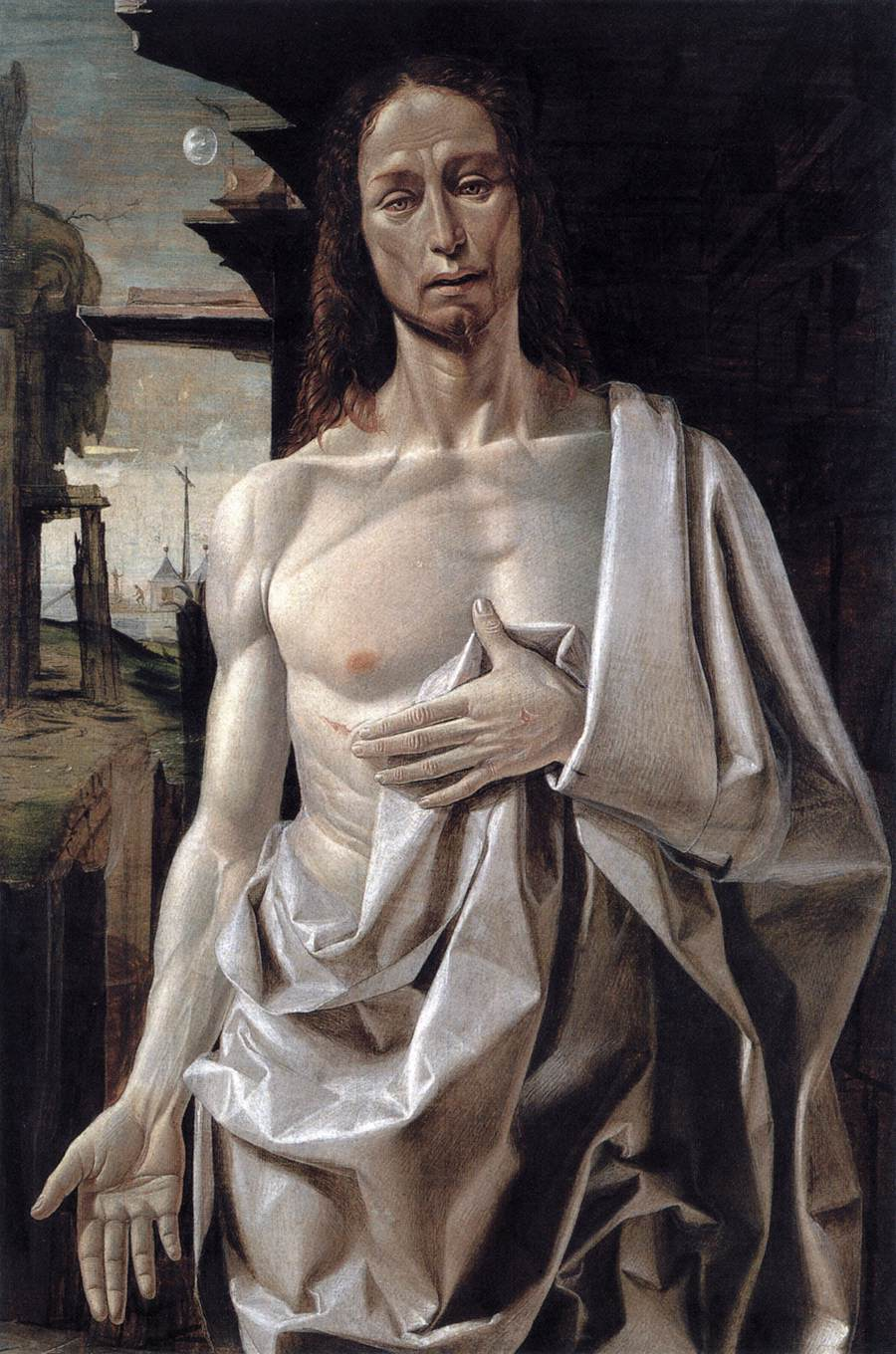
Bramantino, le Christ de douleur.

La seule exception notable au style dominant de Léonard est Bartolomeo Suardi, connu sous le nom de Bramantino depuis sa formation à l'école de Bramante. Ses œuvres sont monumentales et d'une grande austérité, avec une simplification géométrique des formes, des couleurs froides, des signes graphiques et une intonation pathétique des sentiments.
Au début du siècle, ses œuvres démontrent une approche solide de la perspective, puis s'orientent sur des thèmes plus explicitement dévotionnels, comme le Christ de douleur du musée Thyssen-Bornemisza. Favorisé par le maréchal Gian Giacomo Trivulzio, gouverneur de Milan, il atteint le sommet de sa renommée en 1508, lorsqu'il est appelé par Jules II pour décorer les « Chambres du Vatican », même si ses œuvres sont bientôt détruites pour faire place à celles de Raphaël.
À Rome, il développe un goût pour les scènes encadrées par des architectures comme dans la Crucifixion de Brera ou la Madonna delle Torri conservées à la pinacothèque Ambrosienne, œuvres qui suivent son retour de la ville éternelle. Il acquiert alors un grand prestige avec la création des cartons pour le cycle des tapisseries des « mois », commandées par Trivulzio et exécutées entre 1504 et 1509 par la manufacture de Vigevano, premier exemple d'un cycle de tapisseries produites en Italie sans recourir à des artisans flamands. Au début des années 1520, son style subit un nouveau développement au contact de Gaudenzio Ferrari, ce qui l'amène à accentuer le réalisme, comme cela est visible dans le paysage de la Fuite en Égypte du sanctuaire de la Madonna del Sasso à Orselina, près de Locarno (1520-1522).

### Gaudenzio Ferrari

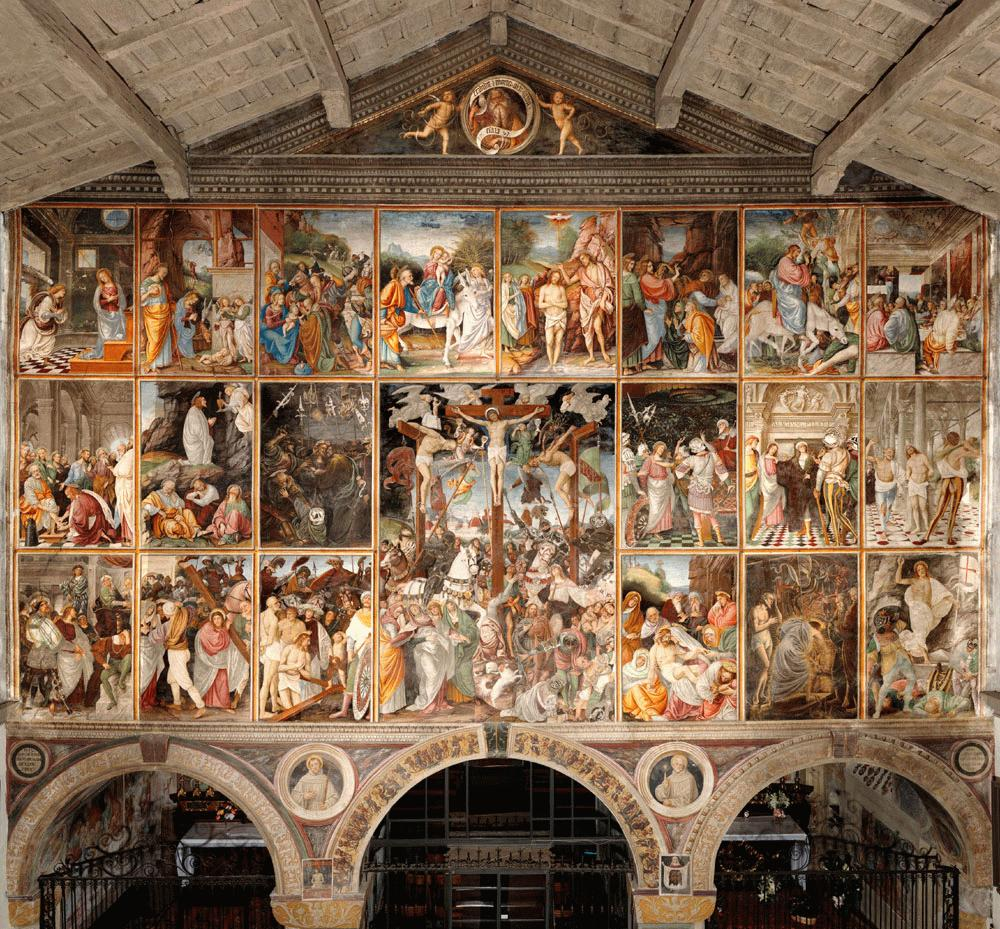
Le « mur gaudenzien » de l'église Santa Maria delle Grazie de Varallo.

Gaudenzio Ferrari, probable compagnon de Bramantino à Rome, est l'autre grand protagoniste de la scène lombarde du début du XVIe siècle. Sa formation est basée sur l'exemple des maîtres lombards de la fin du XVe siècle (Vincenzo Foppa, Zenale, Bramante et surtout Léonard de Vinci), mais il s'est également approprié les styles du Pérugin, de Raphaël (de la période de la Chambre de la Signature), et Dürer qu'il connait à travers ses gravures.
Toutes ces références se retrouvent dans des œuvres comme les fresques des Histoires du Christ sur le grand mur transversal de l'église Santa Maria delle Grazie à Varallo (1513), dont le succès a ensuite assuré son engagement, en tant que peintre et sculpteur, dans le complexe en construction de Sacro Monte, où il travaille assidûment de 1517 à 1528 environ.
Plus tard, dans les années 1530, il travaille à Verceil, Histoires de la Vierge et Histoires de la Madeleine dans l'église San Cristoforo) et à Saronno Gloire des anges musiciens dans le dôme du sanctuaire de la Beata Vergine dei Miracoli. Sa carrière s'est terminée à Milan.

### Bergame et Brescia
Dans les premières décennies du XVIe siècle, les villes frontalières de Bergame et Brescia bénéficient d'un développement artistique important, d'abord sous l'impulsion de peintres étrangers, en particulier vénitiens, puis de maîtres locaux de première importance. Dernier avant-poste des territoires de la Sérénissime pour la première, territoire soumis alternativement à Milan ou à Venise pour la seconde, les deux villes partagent leur proximité et certaines caractéristiques dans le domaine artistique.
La Renaissance dans ces régions éclot au milieu de la deuxième décennie du XVIe siècle, avec le séjour d'artistes comme Vincenzo Foppa, qui se sont volontairement éloignés du « Léonardisme » dominant de Milan. Un saut qualitatif a eu lieu à Bergame lorsque Gaudenzio Ferrari et surtout Lorenzo Lotto (à partir de 1513) s'y installent. Ce dernier, soutenu par un client éduqué et aisé, développe sa propre interprétation, détachée de la langue dominante dans les centres les plus importants de la péninsule, caractérisant ses œuvres par une palette très brillante, une liberté de composition parfois sans scrupules et le caractère psychologique tendu de ses personnages. En plus des retables grandioses comme celui de Martinengo ou celui de San Bernardino, et des cycles de fresques riches en innovations iconographiques comme celui de l'Oratoire Suardi à Trescore, il est principalement occupé jusqu'à son départ en 1526 par le projet des incrustations du chœur de Santa Maria Maggiore.
À Brescia, l'arrivée du polyptyque Averoldi de Titien en 1522 « donne le ton » à un groupe de peintres locaux, presque du même âge, qui, fusionnant leurs racines culturelles lombardes et vénitiennes, obtiennent des résultats d'une grande originalité : Romanino, il Moretto et Savoldo.

## Seconde moitié duXVIesiècle
La seconde moitié du siècle est dominée par la figure de Charles Borromée et par la Contre-Réforme. En 1564, l'archevêque appelle les « Instructions » sur l'architecture et l'art et trouve le meilleur interprète de ses directives en Pellegrino Tibaldi.
Giovanni Paolo Lomazzo est une figure marquante de la fin du XVIe siècle en Lombardie, d'abord comme peintre puis, après sa cécité, comme auteur de traités. Son travail qui exalte la tradition locale, apparaît comme une réponse au « centrisme toscan » de Vasari et attire l'attention sur les expressions de l'art et les sujets inhabituels.
En 1550, le gouvernement espagnol entreprend de nouveau de détruire les maisons situées à proximité du Castello de Milan pour y établir un champ de tir. Cet espace est entièrement soustrait au tissu urbain et occupé par des bastions fortifiés qui avancent vers la ville. Le Castello est alors renvoyé à sa fonction militaire originelle.

## Source de traduction
- (it) Cet article est partiellement ou en totalité issu de l’article de Wikipédia en italien intitulé « Rinascimento lombardo » (voir la liste des auteurs).